# 唐樓

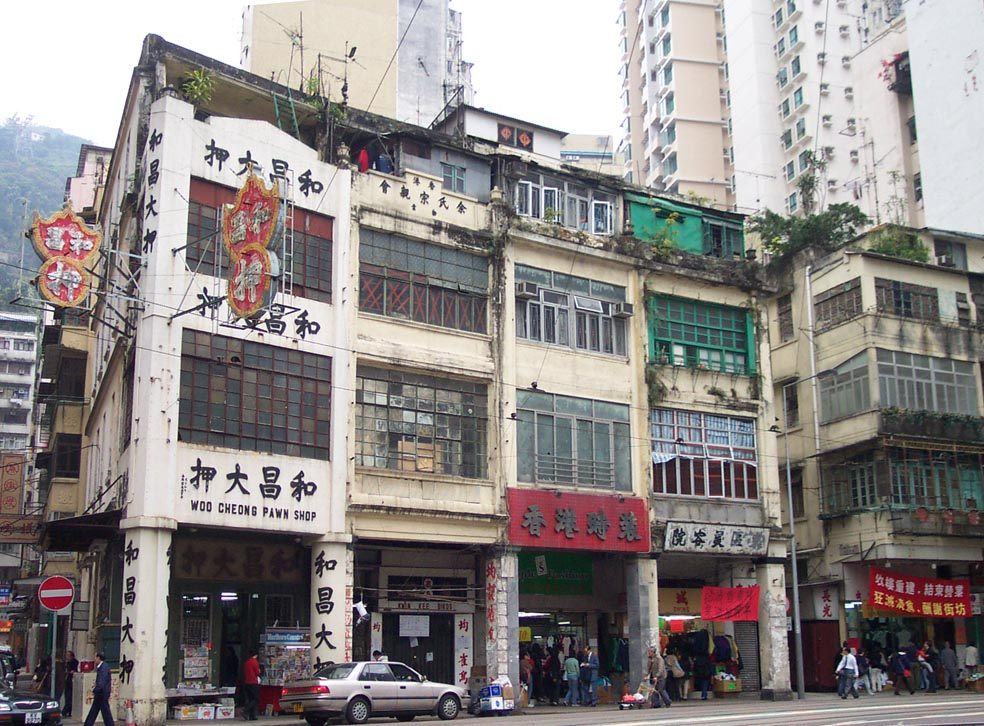
香港灣仔莊士敦道的唐樓

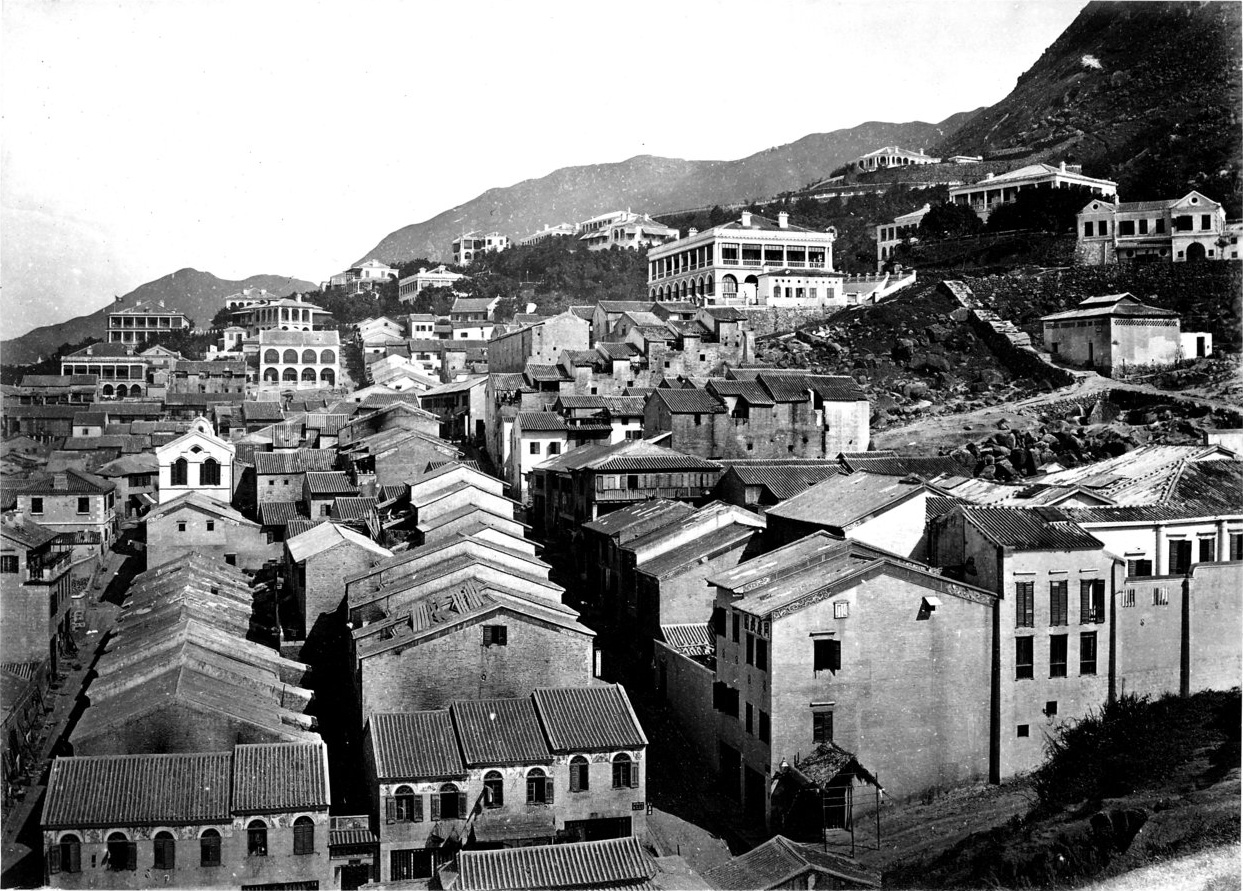
香港太平山街一帶最早期的唐樓

唐樓是中國大陸華南地區、港澳地區，甚至東南亞一帶於19世紀中後期至1960年代的建築風格，不少混合了中式及西式建築風格。
各地方所建的唐樓都有當地本土特色，故此有「新加坡店屋」、「檳城店屋」、「澳門唐樓」、「廣州騎樓」等稱號以作分辨。

## 香港

### 歷史

#### 戰前

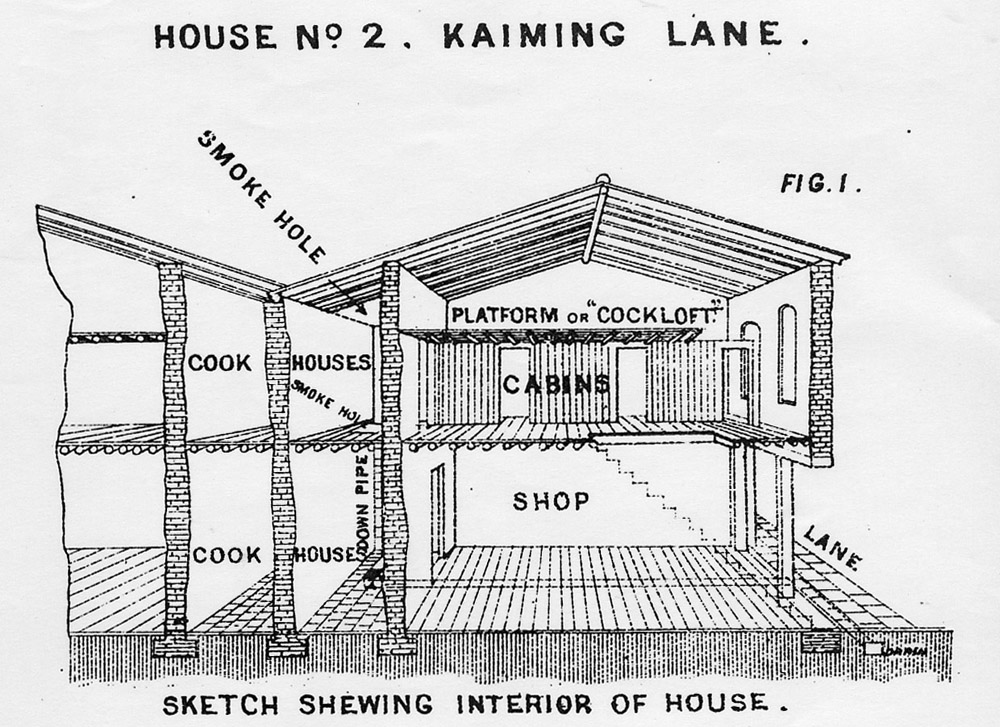
1882年顯示當時典型唐樓內部的結構圖，由工程師查維克（Osbert Chadwick）繪畫

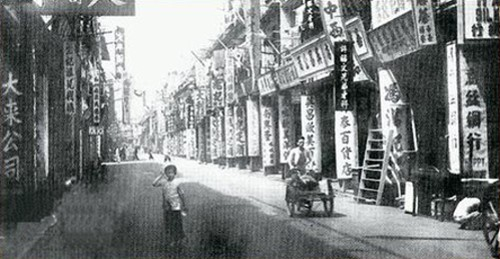
香港1930年代的上海街

香港政府未大量興建公共房屋以前，除寮屋居民外，幾乎所有港人都是舊式「唐樓」的住戶。唐樓早於19世紀中後期開始在香港出現。當時的唐樓樓高2至3層，闊15呎（約4.5米），以青磚砌成，而屋頂是以木結構及瓦片組成的斜頂，唐樓旁則設有木樓梯連接各層。當中部份唐樓更有2呎闊的鐵製騎樓。
19世紀末期起，香港的唐樓普遍有3至4層，每層高4米，闊5米。設計方面，騎樓以磚砌支柱支撐，並跨出唐樓前的行人路。20世紀20年代起傳入廣州，之後俗稱為「廣州式騎樓」。
到了1930年代，混凝土取代了磚成為了唐樓的主要建築材料。現時仍然存在的唐樓，尤其是於九龍區的，都是混凝土建的唐樓。

#### 戰後

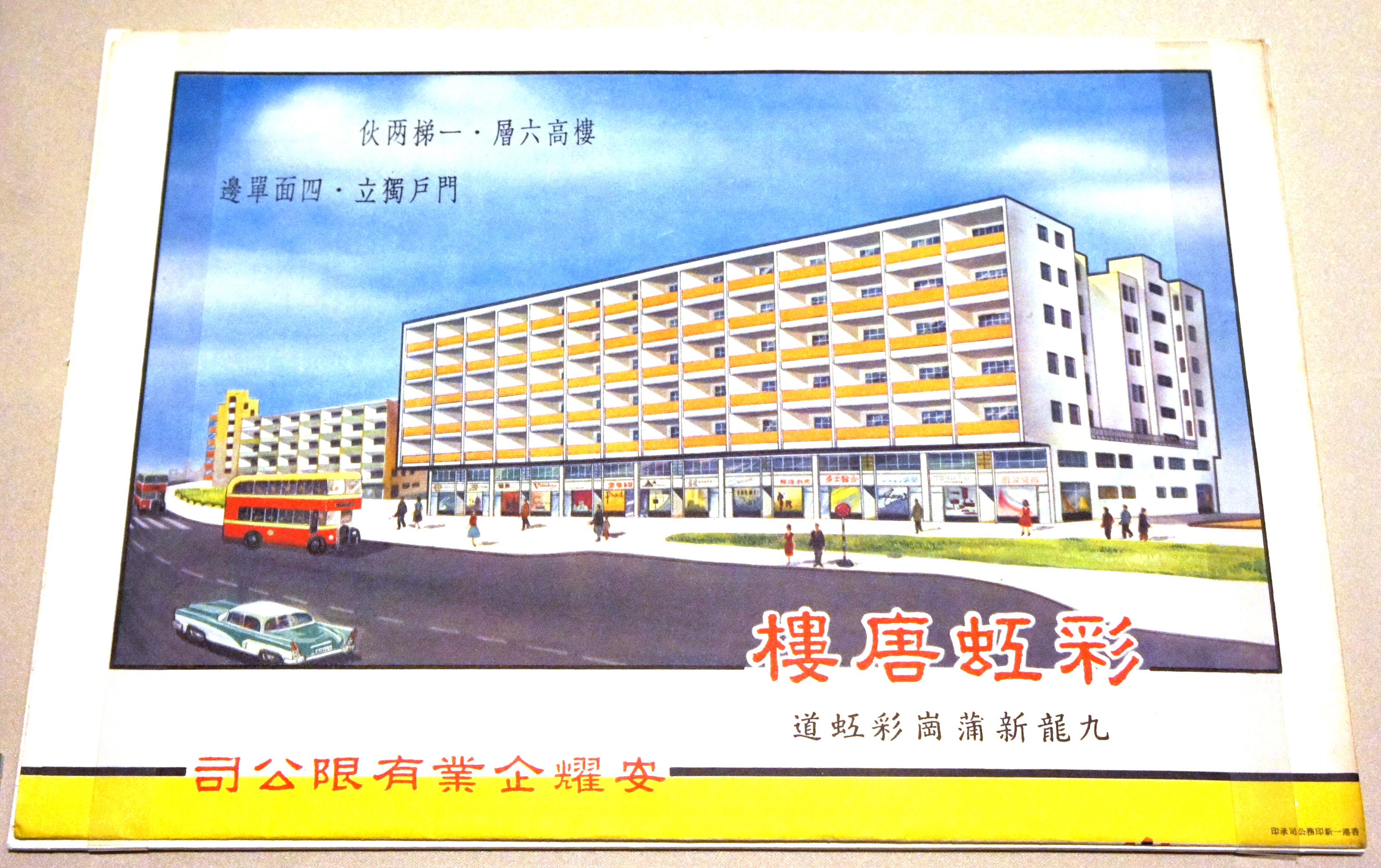
1960年代香港唐樓的售樓說明書，寫上一般唐樓的特色：「樓高六層，一梯兩伙。門戶獨立，四面單邊。」（香港歷史博物館藏品）

第二次世界大戰後，香港人口急速增加，房屋短缺。不少唐樓都被用作分租。通常分租的唐樓會由其中一位住客「包租」，稱「包租公」或「包租婆」。包租者向業主每月繳交固定租金，同時亦交付負責支付水電。唐樓單位再被劃分為房間分租，通常最少分為“騎樓房”（亦稱頭房，面積較大及光線充足）、中間房、尾房；很多時更會在廚房或廁所上設置“閣仔（閣樓）”出租。亦有將單位細分為“床位”。
正因如此，根據香港法例第123F章《建築物（規劃）規例》的第46條，唐樓被定義為「任何建築物，而在其住用部分有任何起居室擬供或改裝以供多於一名租客或分租客使用」，而這條法例至今仍然生效。

### 名稱定義
「唐樓」在香港的定義，與業主或住客是否華人，又或者建築的形態設計無關。
根據香港大學建築系、Docomomo 香港分會會長朱慰先博士指出，「唐樓」一詞相信大約在1880年代隨意出現。

#### 與洋樓的分別
地契條款
- 「洋樓」定義上相對唐樓的分別在於地契條款：洋樓只供獨立住客或租客，而且只能作住宅純用途；而唐樓就可以分拆出租，亦同時可以作為住宅和商業混合的用途。

房間間隔
- 唐樓和洋樓建築上的最大分別，中文大學建築文化遺產研究中心項目主任吳韻怡指出，大部份唐樓間隔不多，自由度較大，而洋樓興建時多數已間好廳房，又設多一條樓梯供工人使用的「妹仔梯」。衛生方面，唐樓多數沒有廁所而依賴倒夜香服務，相反洋樓就有抽水馬桶[2]。

#### 騎樓由來

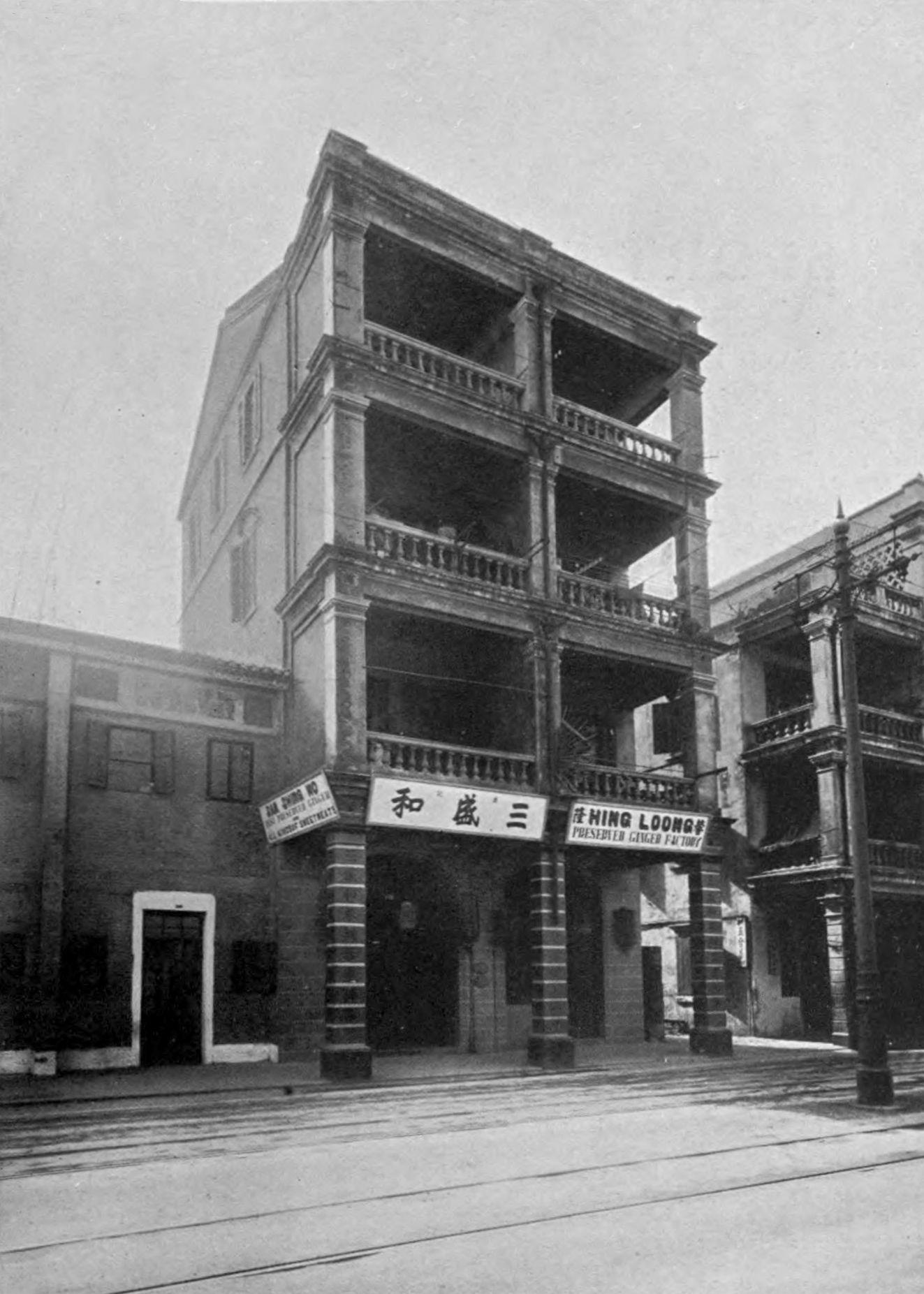
20世紀初典型的唐樓騎樓設計

香港唐樓的一大特色是騎樓，並很多時候被直接歸納為「廣州式騎樓」，但建築歷史學者對於香港騎樓建築是否源自於廣州仍未有定論。
當廣州式騎樓公認於1920年代才出現，有研究發現香港的騎樓群在上一個世紀，即19世紀末的照片中已有蹤影。

### 不同時期的唐樓
香港的唐樓可分為四代，主要是由不同殖民地時代所採用的建築物條例、建造物料和技術來界定。
- 第一代（約1841－1900年）：維多利亞時代
- 第二代（約1901－1930年）：愛德華時代
- 第三代（約1930－1941年）：二戰前現代時期
- 第四代（約1945－1970年）：二戰後現代時期

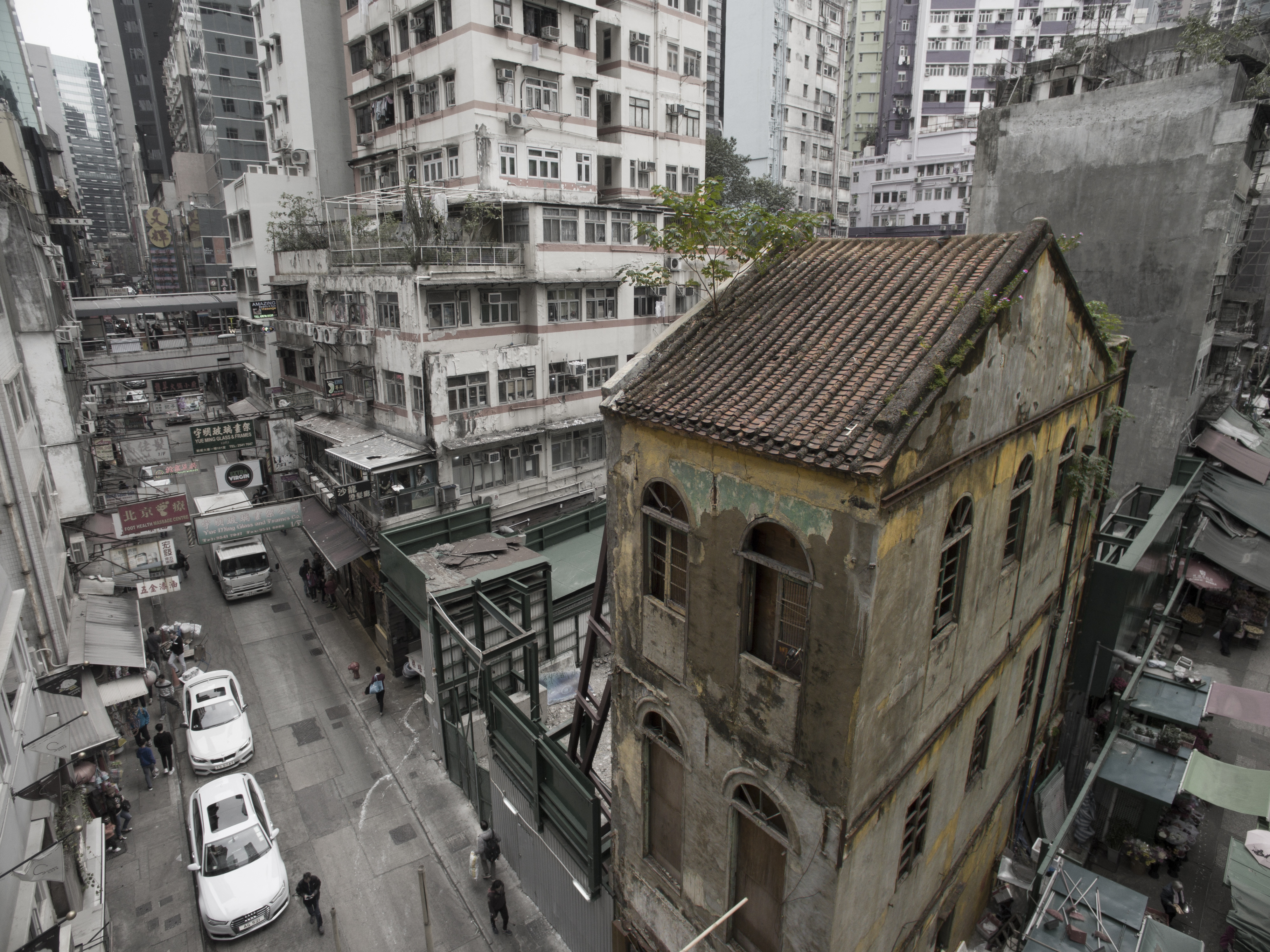
第一代：建於1884年的永和號
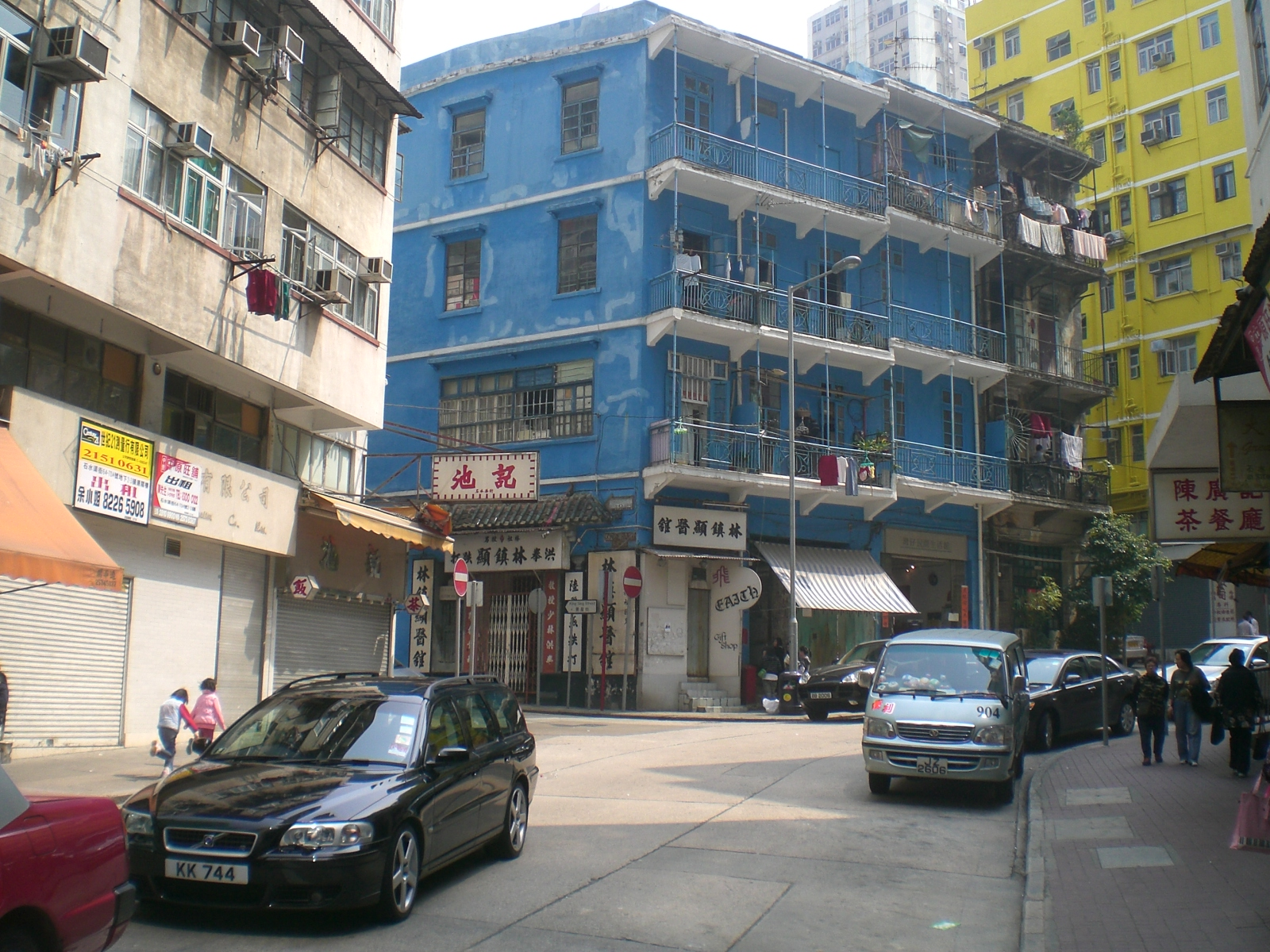
第二代：建於1922年的藍屋
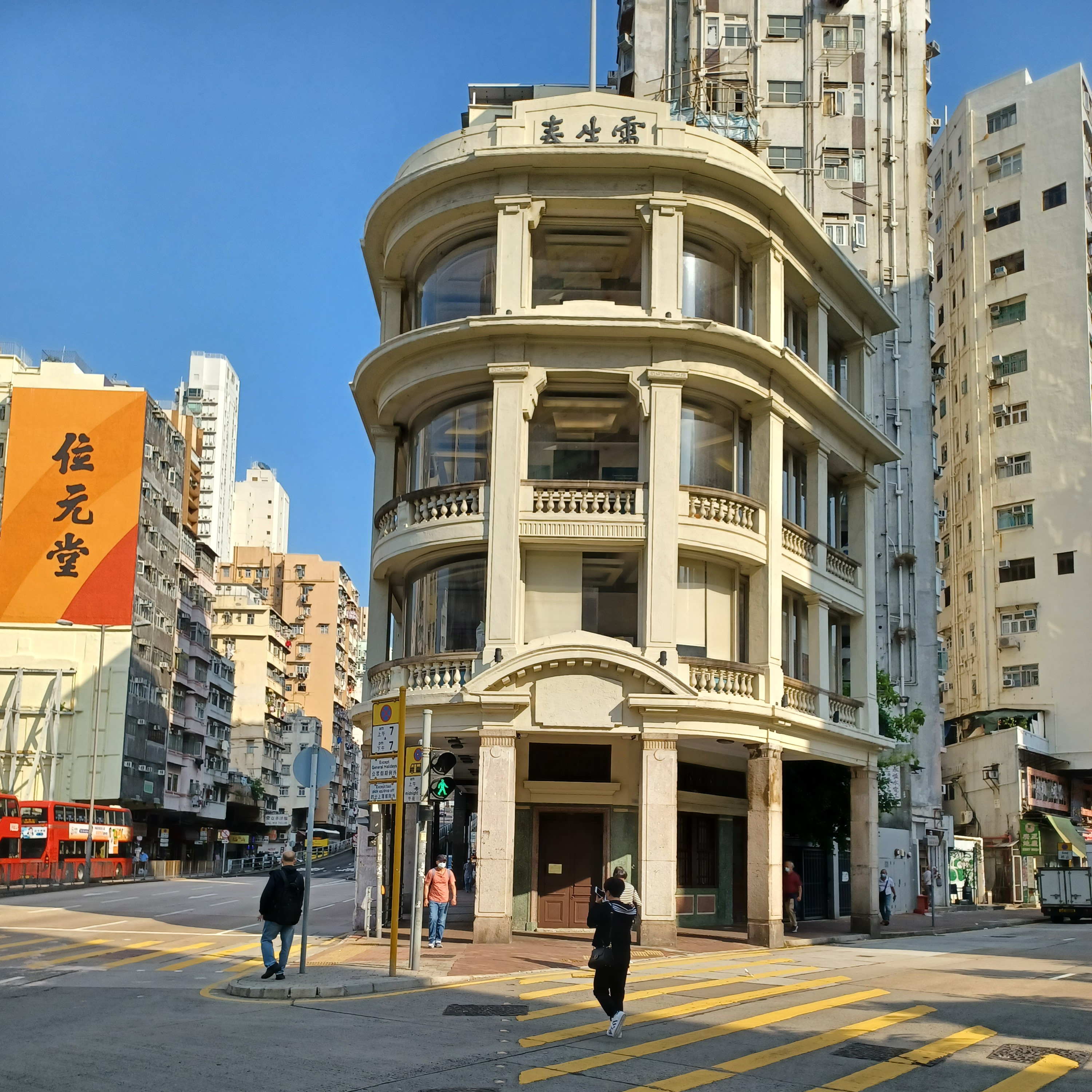
第三代：建於1931年的雷生春
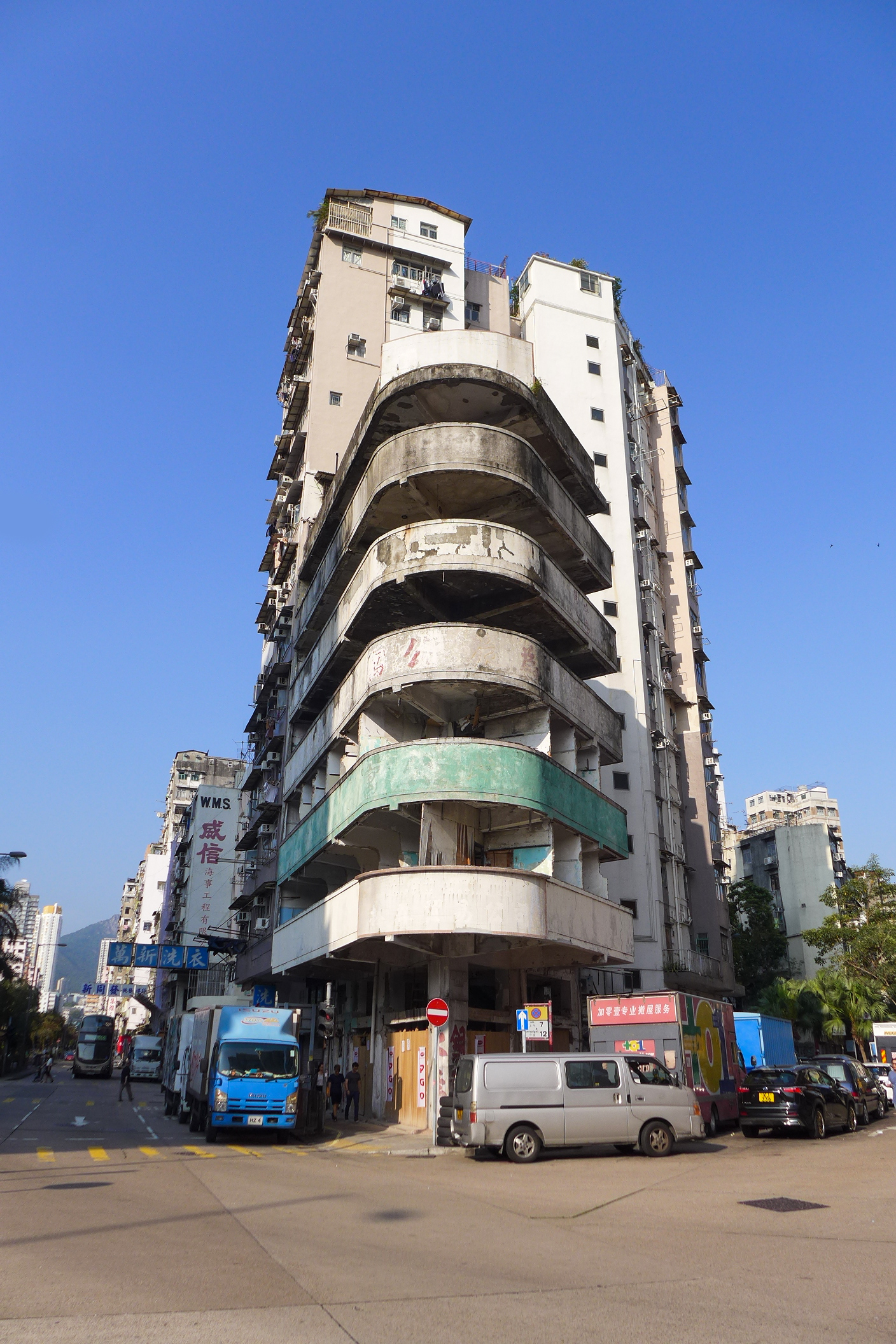
第四代：建於1957年的為群公寓

### 唐樓類型

#### 結構方式
- 分為背靠側（現僅存1幢[5]）和背靠背（現僅存1幢磚牆遺址[6]）
  - 背靠側唐樓：威靈頓街120號「永和號」
  - 背靠背唐樓：吉士笠街2號至10號及閣麟街2號至33號，共10間背靠背唐樓牆壁的遺跡（屬1903年香港頒佈《公共衛生及建築物條例》前之建築方式[7]）

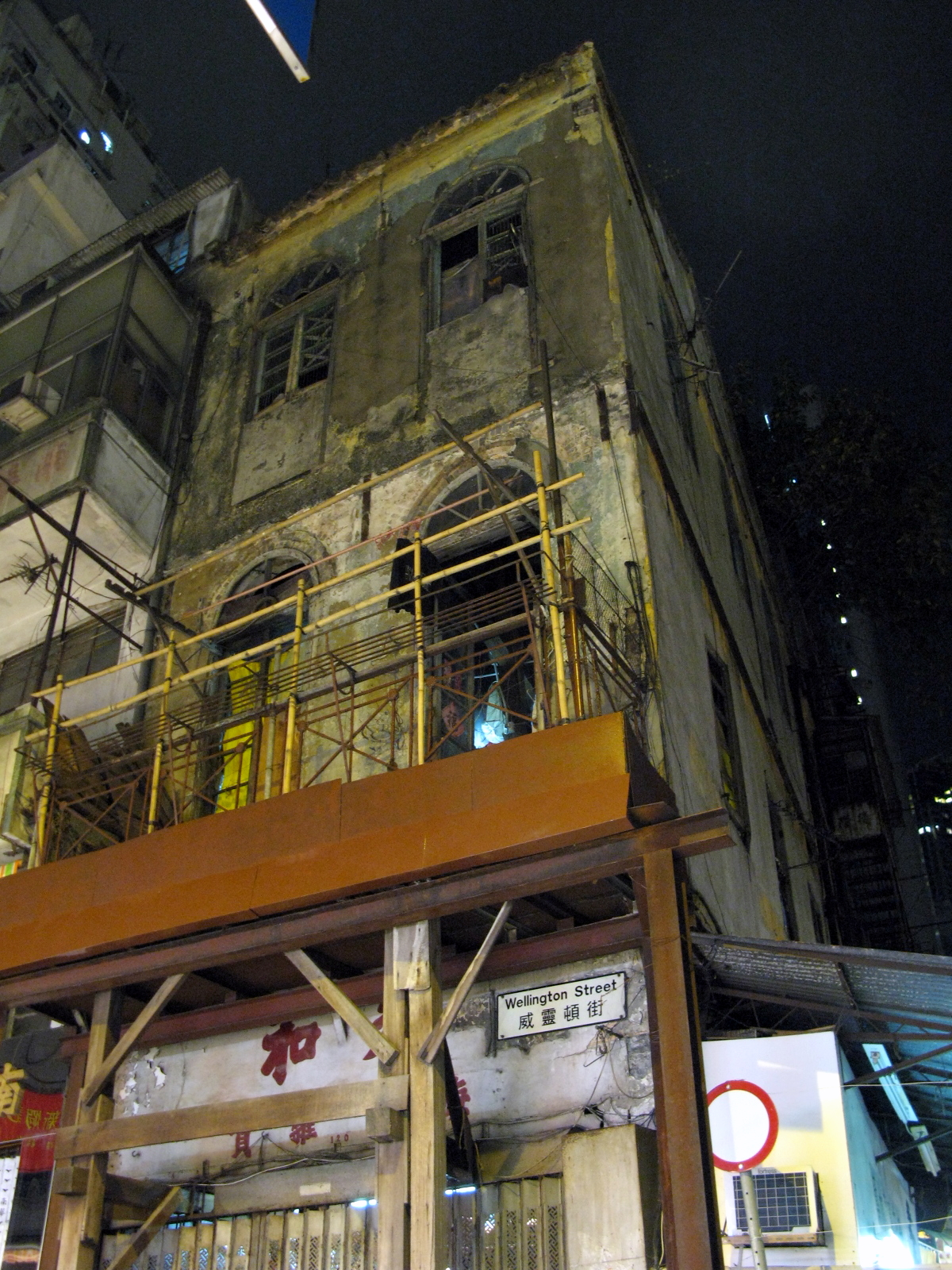
香港唯一僅存的背靠側唐樓永和號
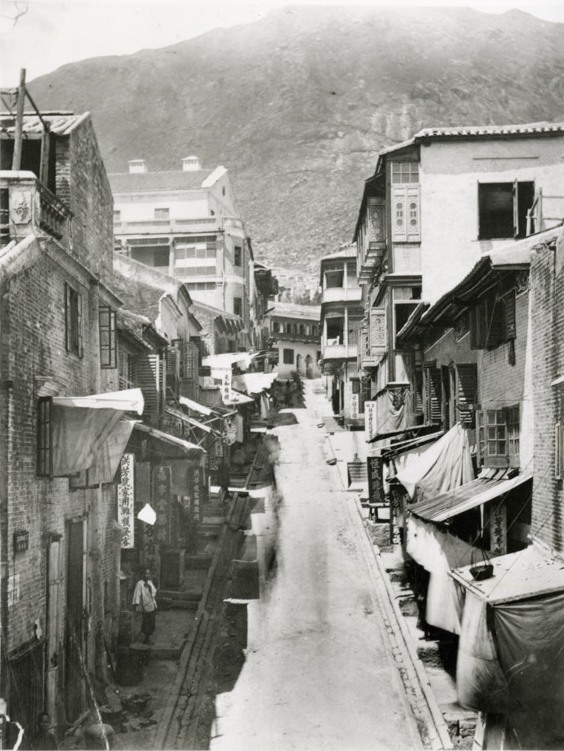
1870年閣麟街，現只剩背靠背遺跡

#### 戰前轉角唐樓

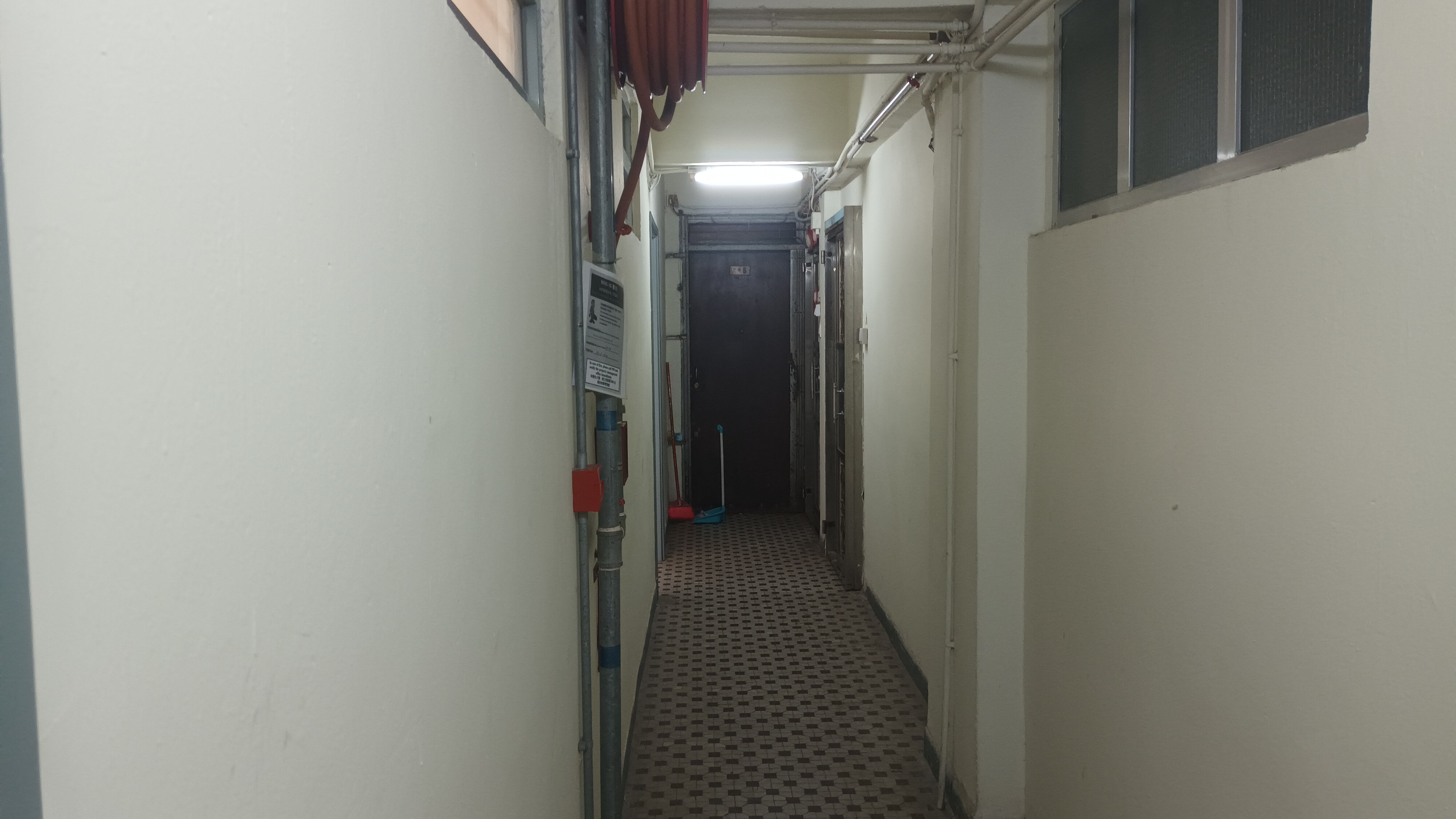
一幢香港唐樓的走廊

- 一幢香港唐樓的走廊分為直角轉角（現僅存6幢[8]）和弧形轉角（現僅存3幢[9])（不包括實為洋樓的太子道西177及179號及太子道西190至220號[10]）
  - 直角轉角唐樓：史釗域道6號、德輔道西207號、皇后大道西1號、彌敦道190號、廣東道578號、北河街58號
  - 弧形轉角唐樓：雷生春、汝州街269及271號、青山道301及303號、同德押（已拆卸）

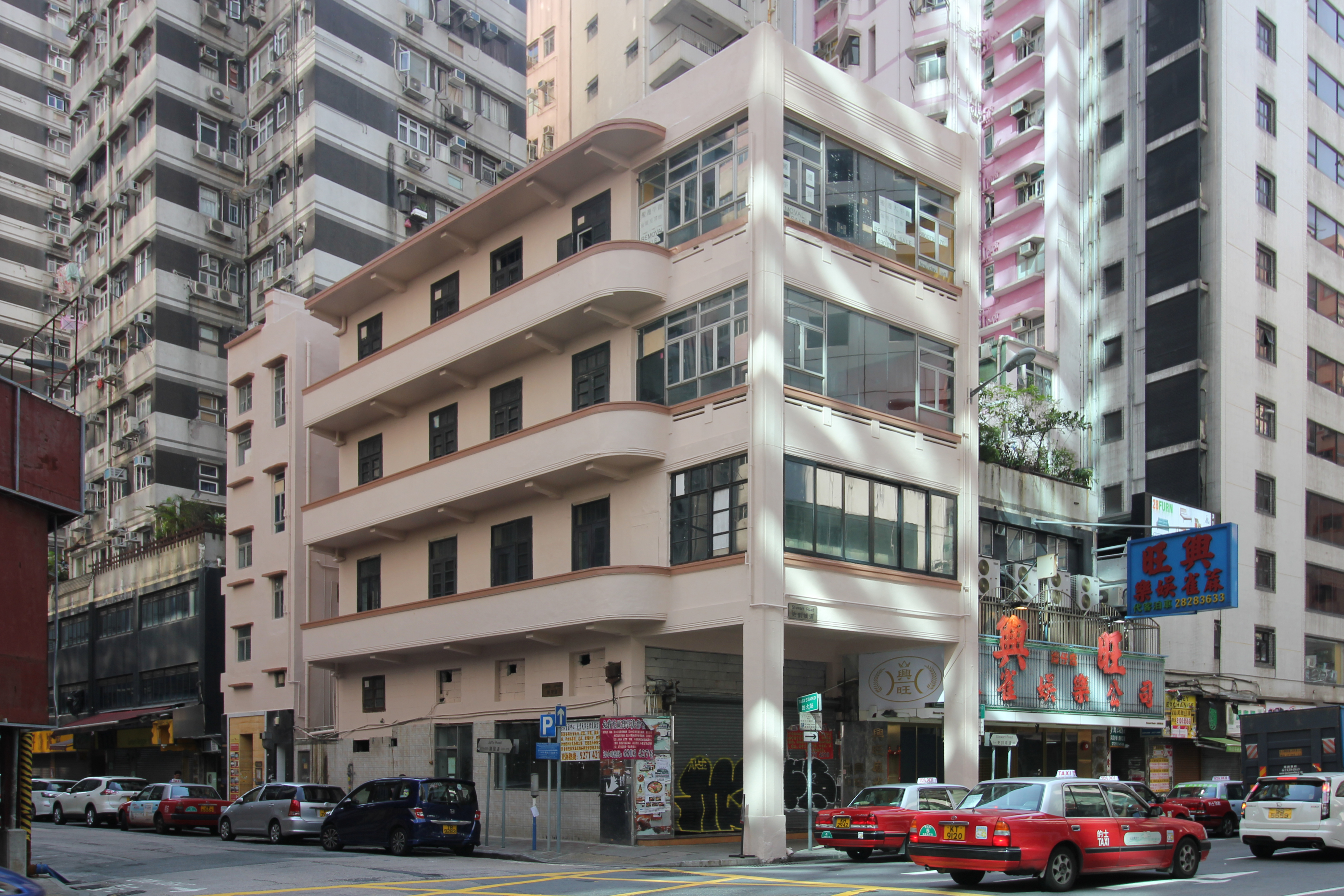
屬直角轉角唐樓的史釗域道6號
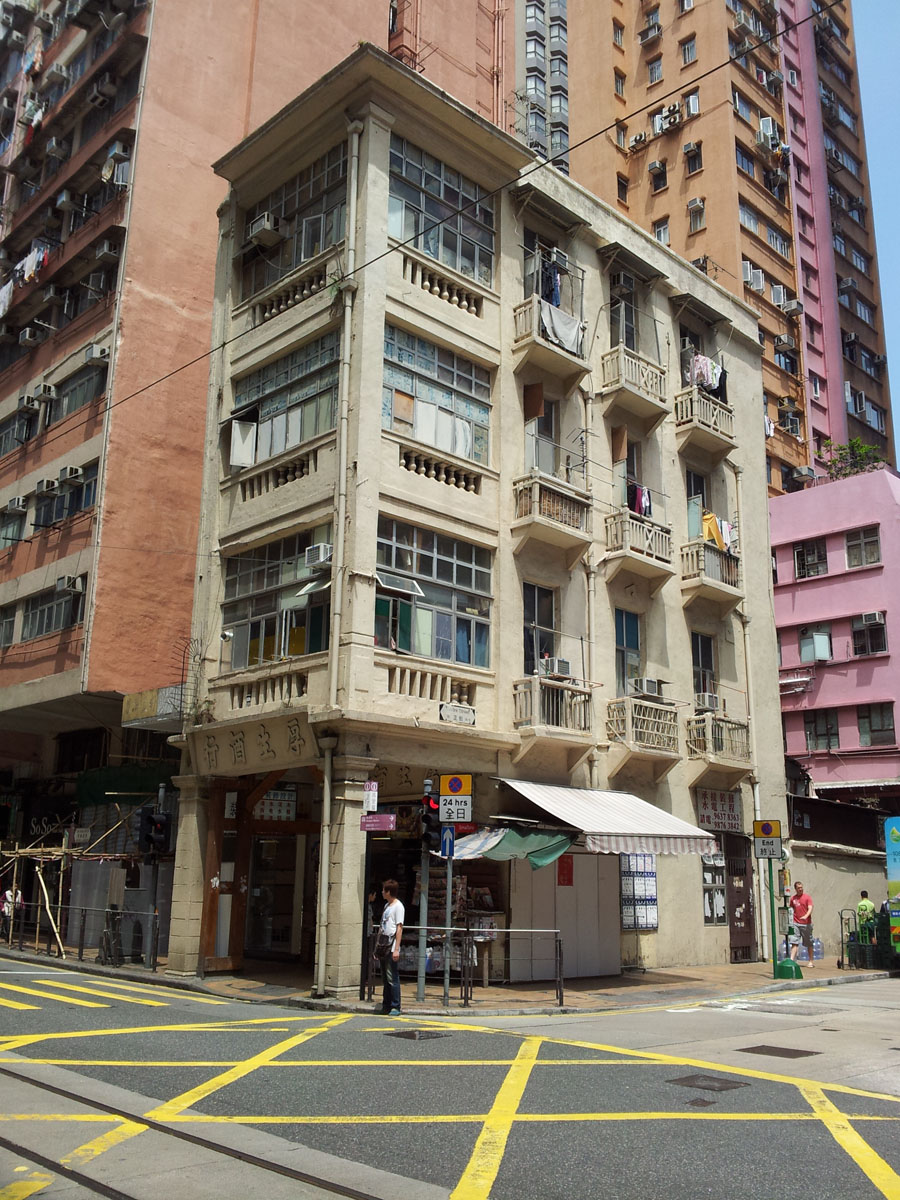
屬直角轉角唐樓的德輔道西207號
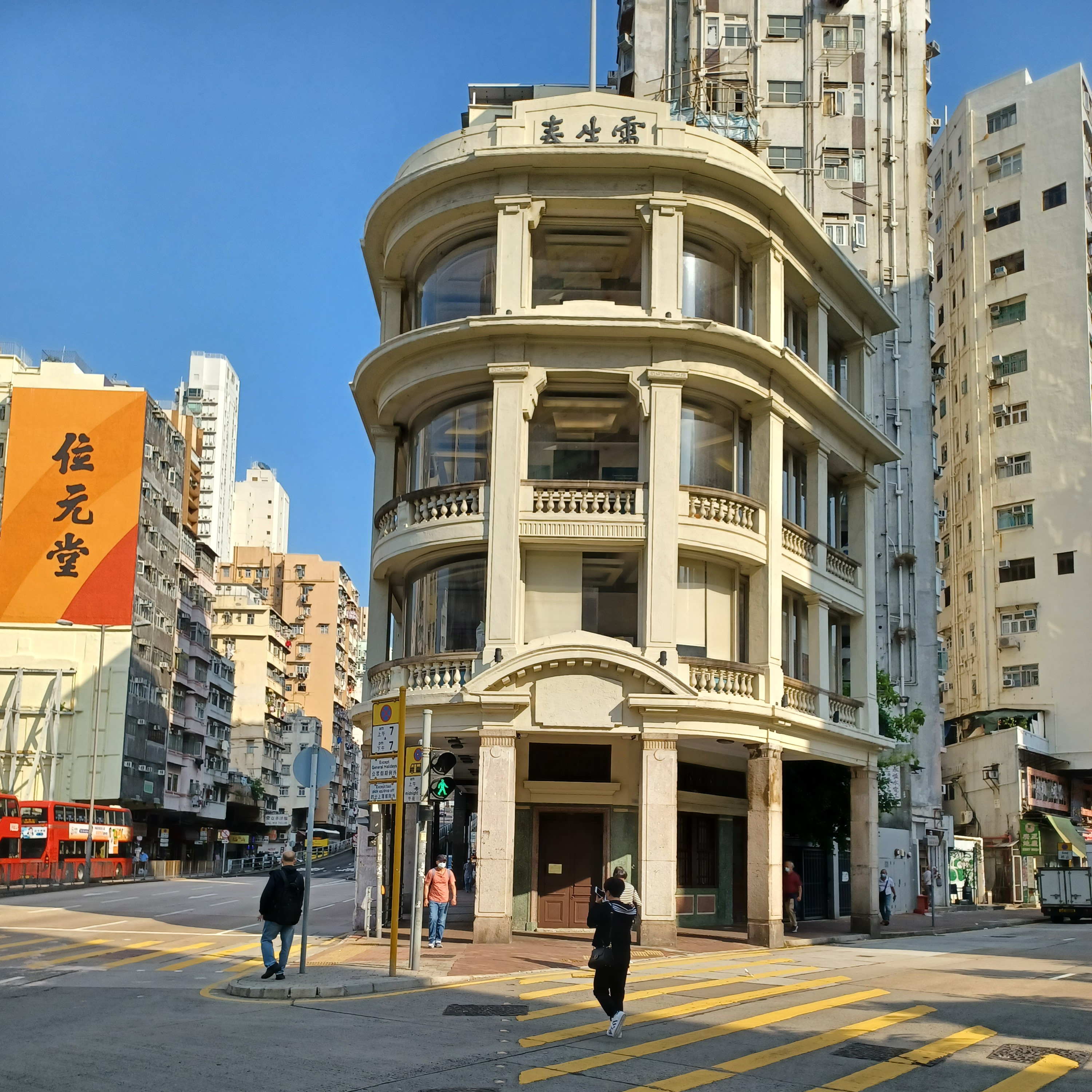
屬弧型轉角唐樓的雷生春
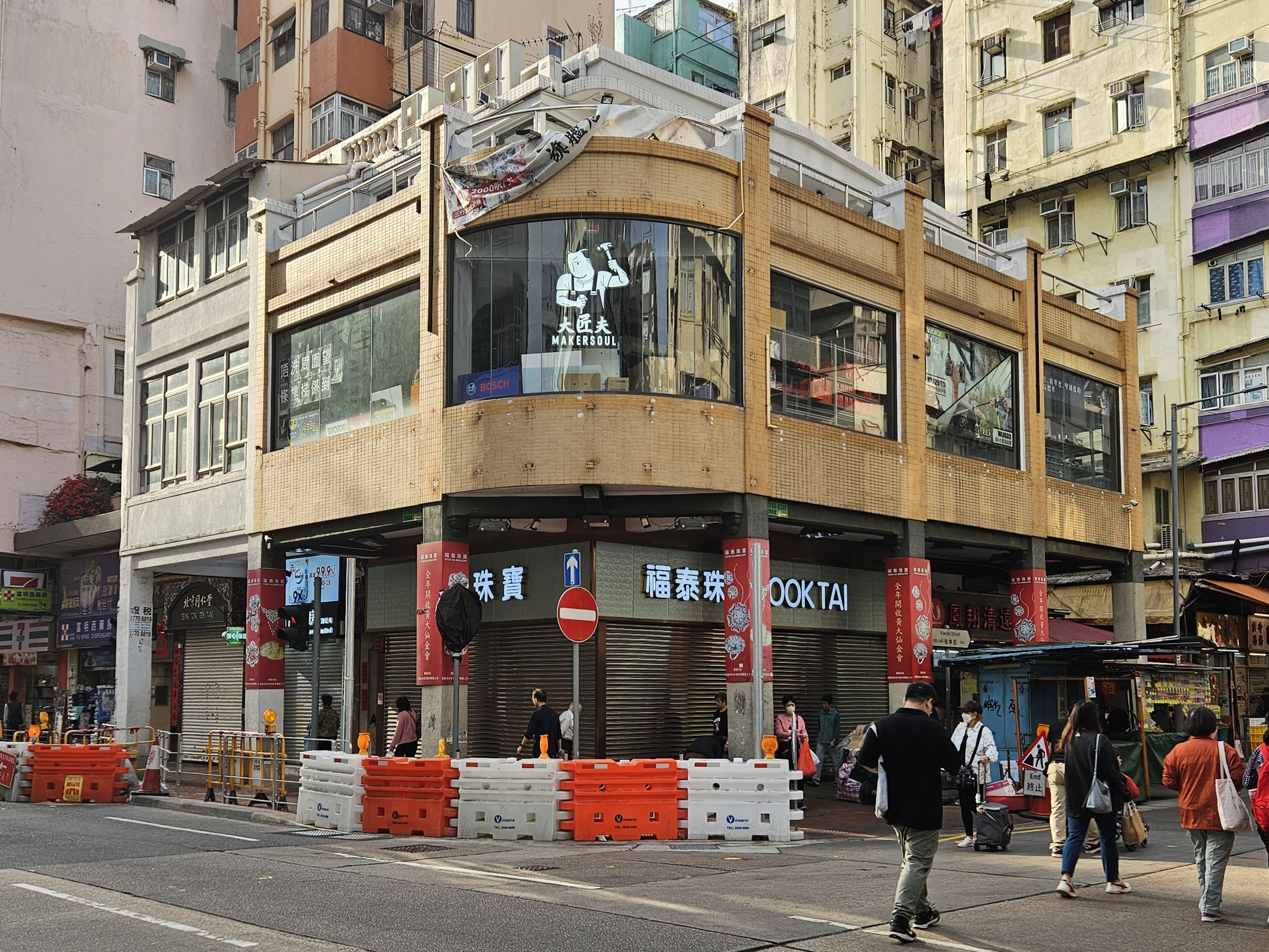
屬弧型轉角唐樓的汝州街269及271號
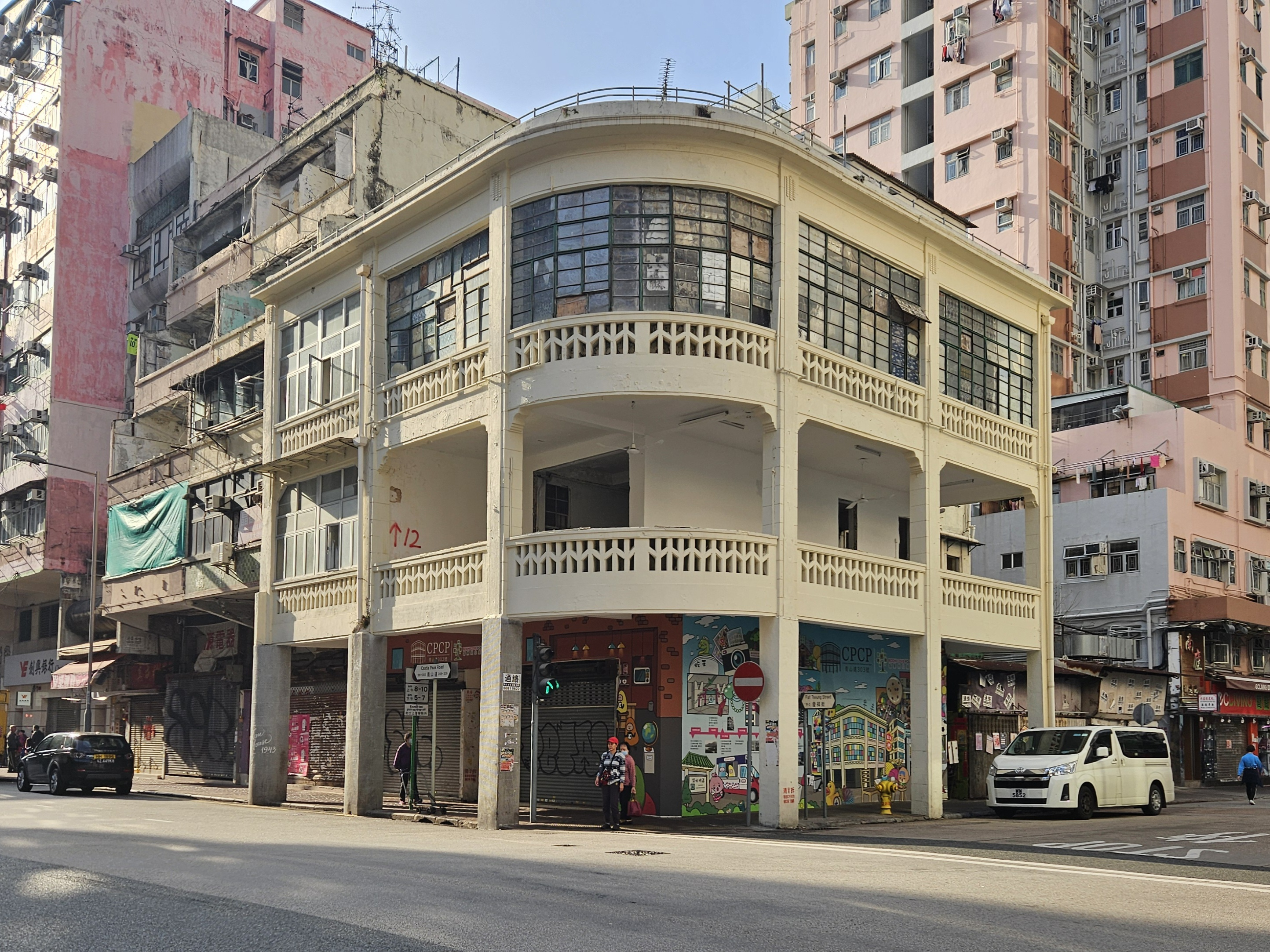
屬弧型轉角唐樓的青山道301及303號

#### 戰後街角樓

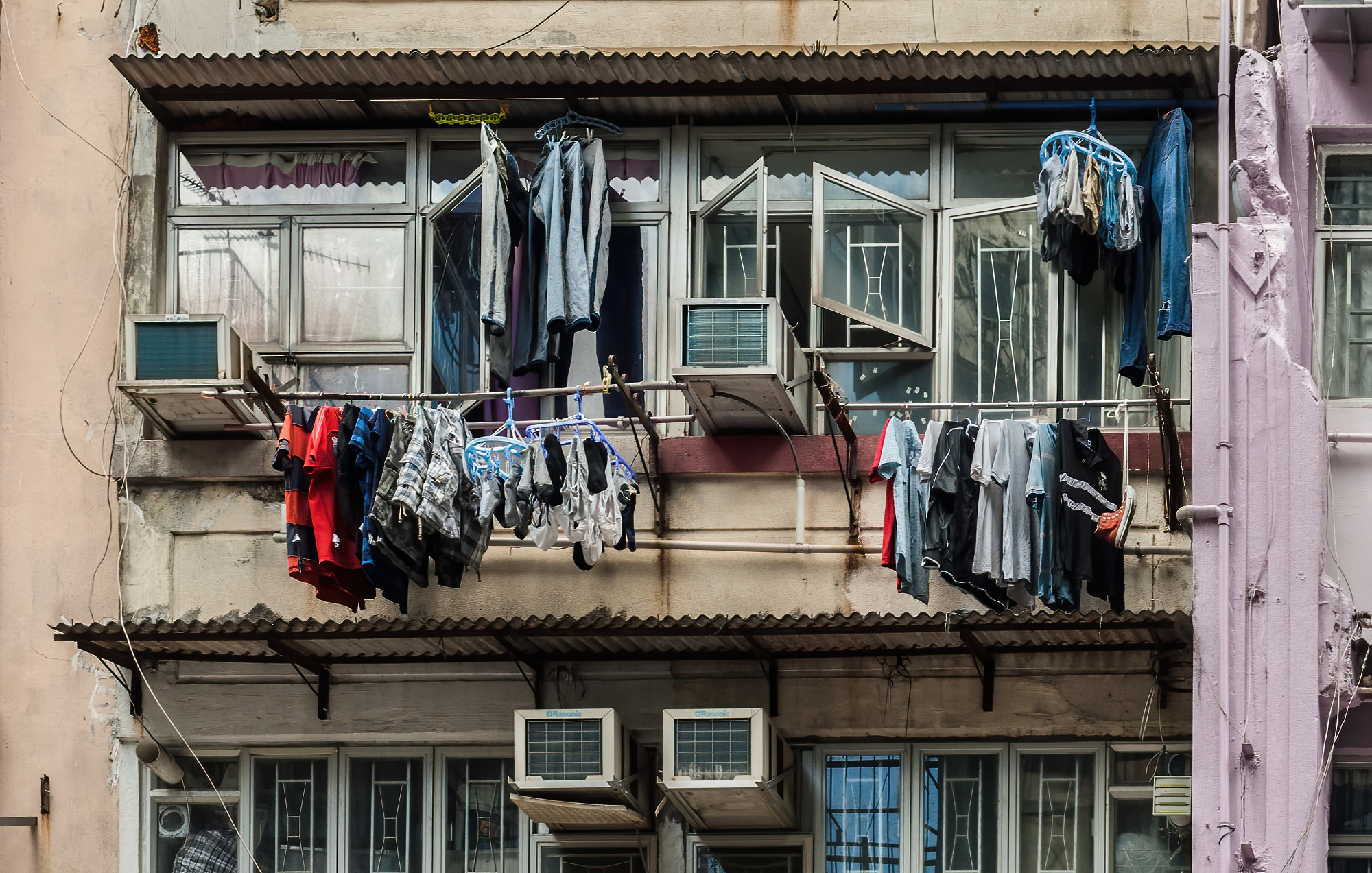
戰後唐樓常見的立面（窗戶加裝冷氣機）

- 以圓角設計為特色，並應用20世紀初現代主義風格的簡潔線條作主調

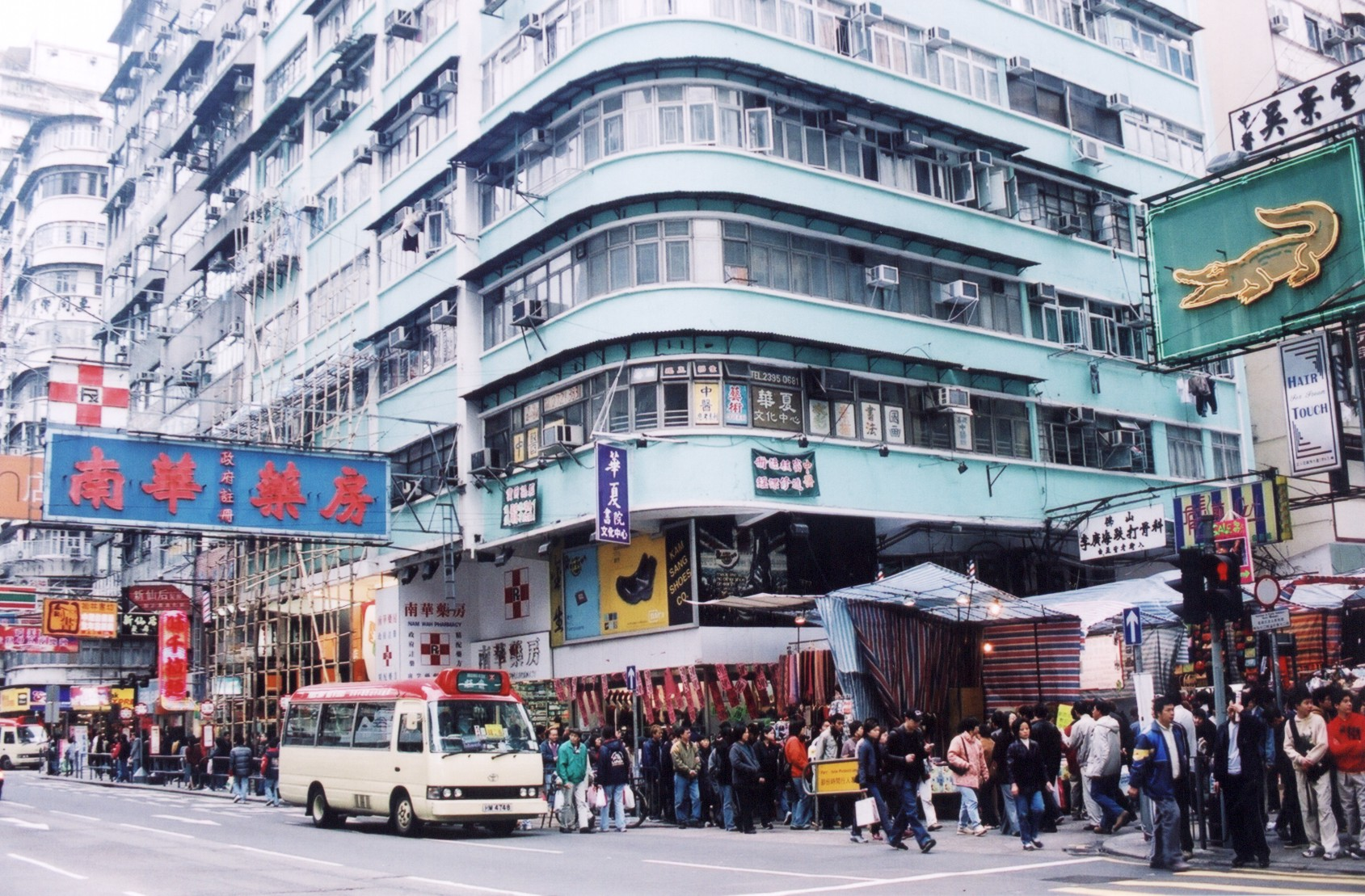
面向街角的圓角
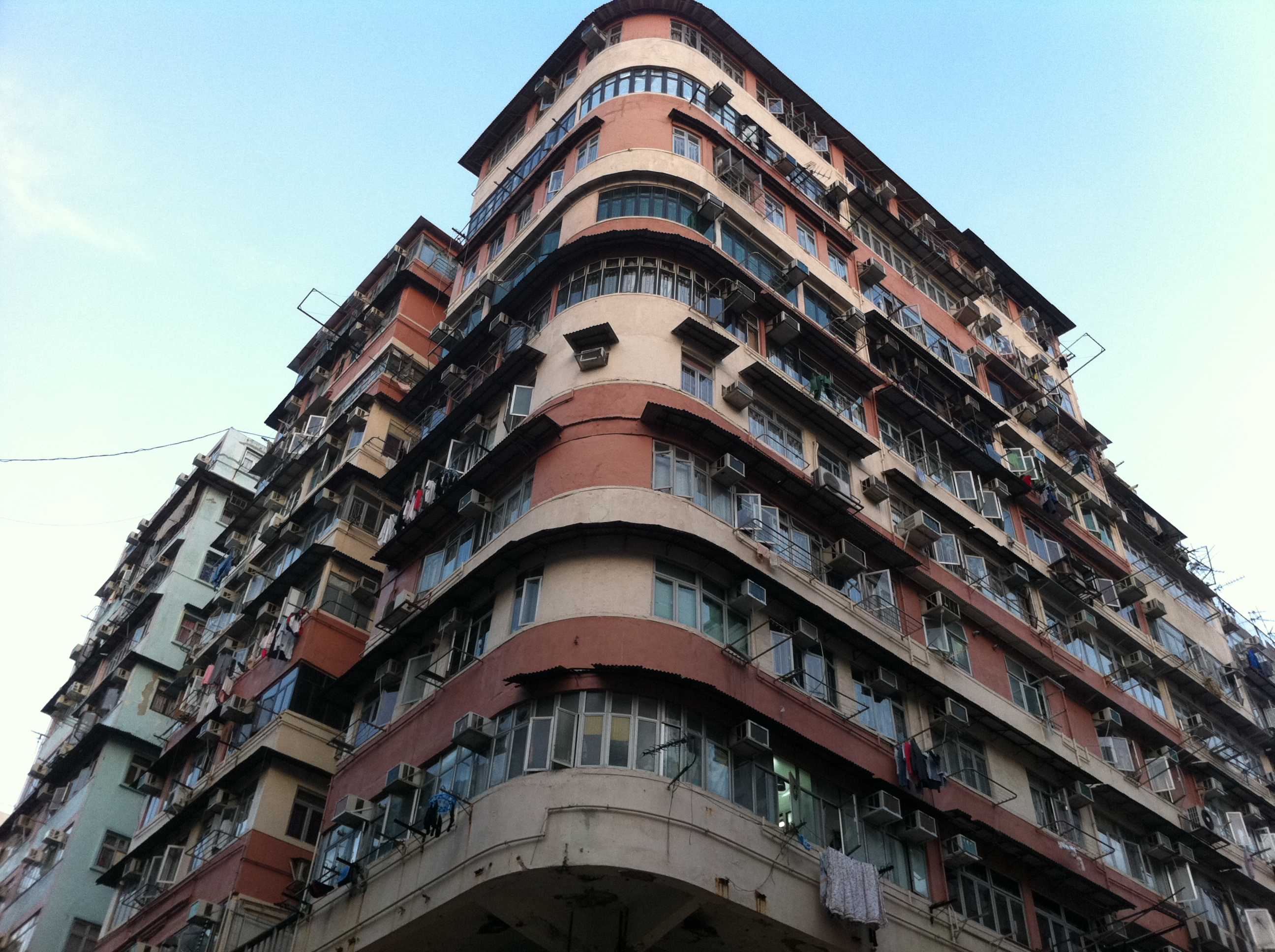
常見的鐵皮簷蓬
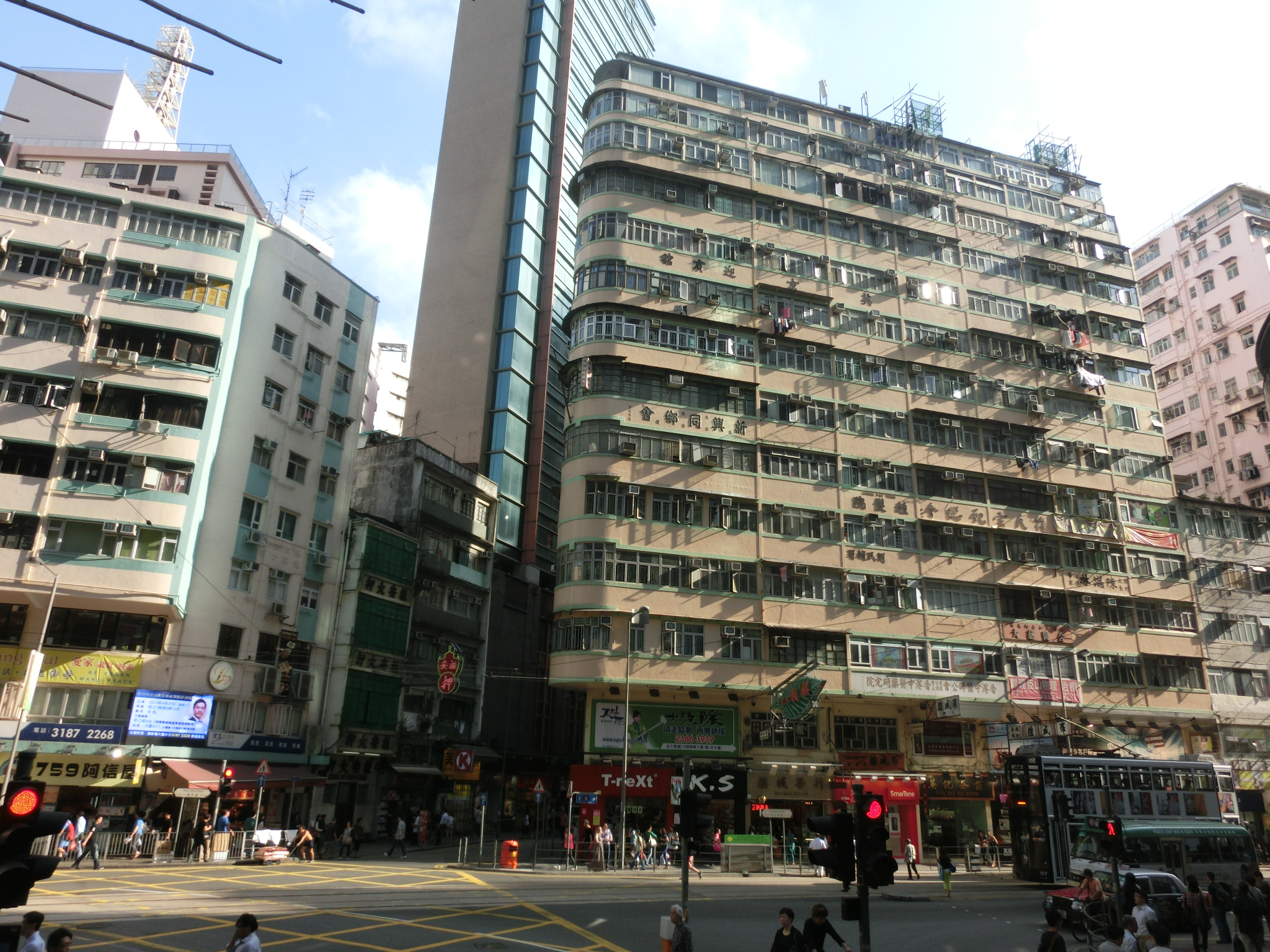
部份高層退台以符合街影法

#### 騎樓立柱

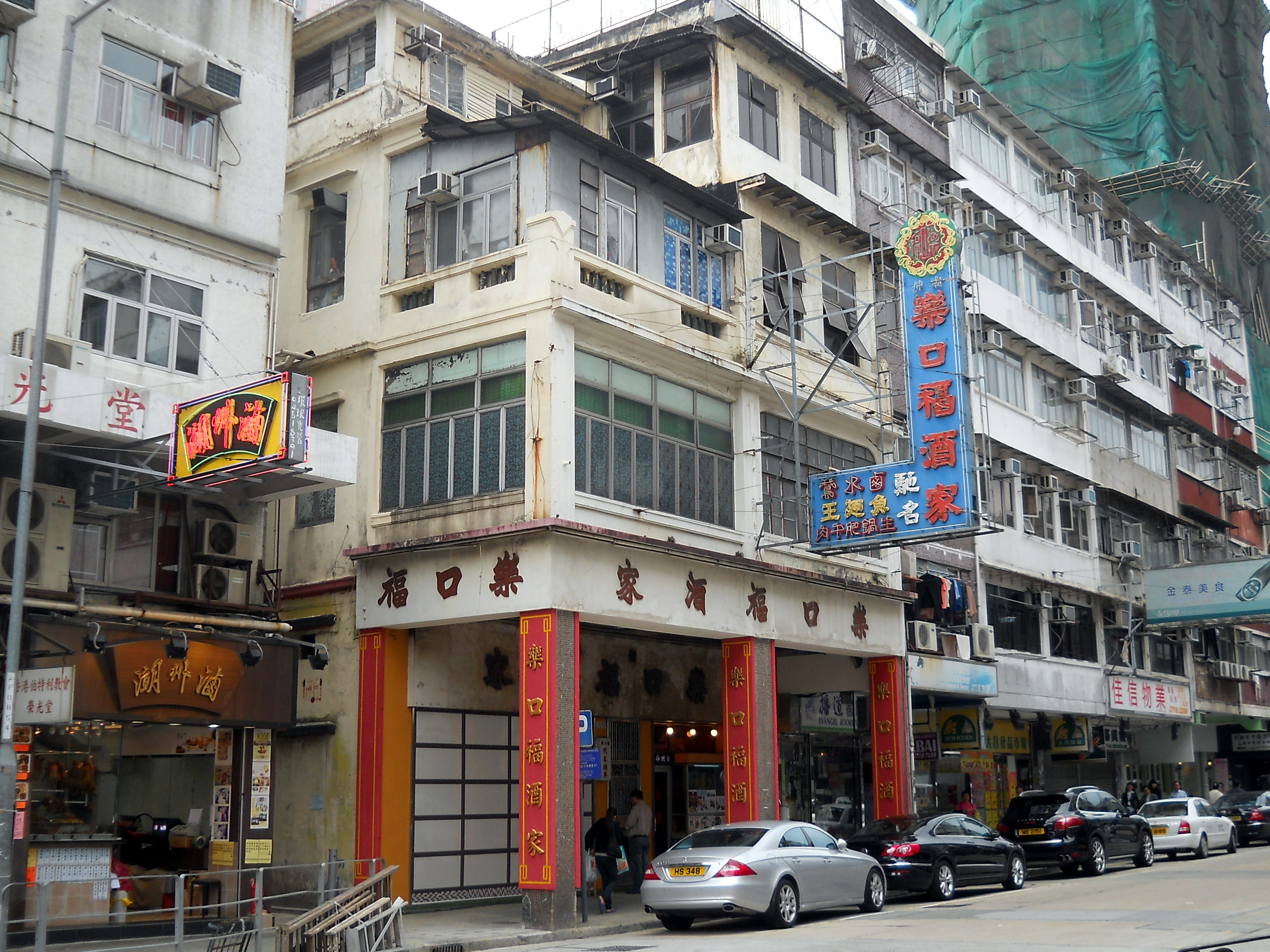
相連騎樓的共用廊柱
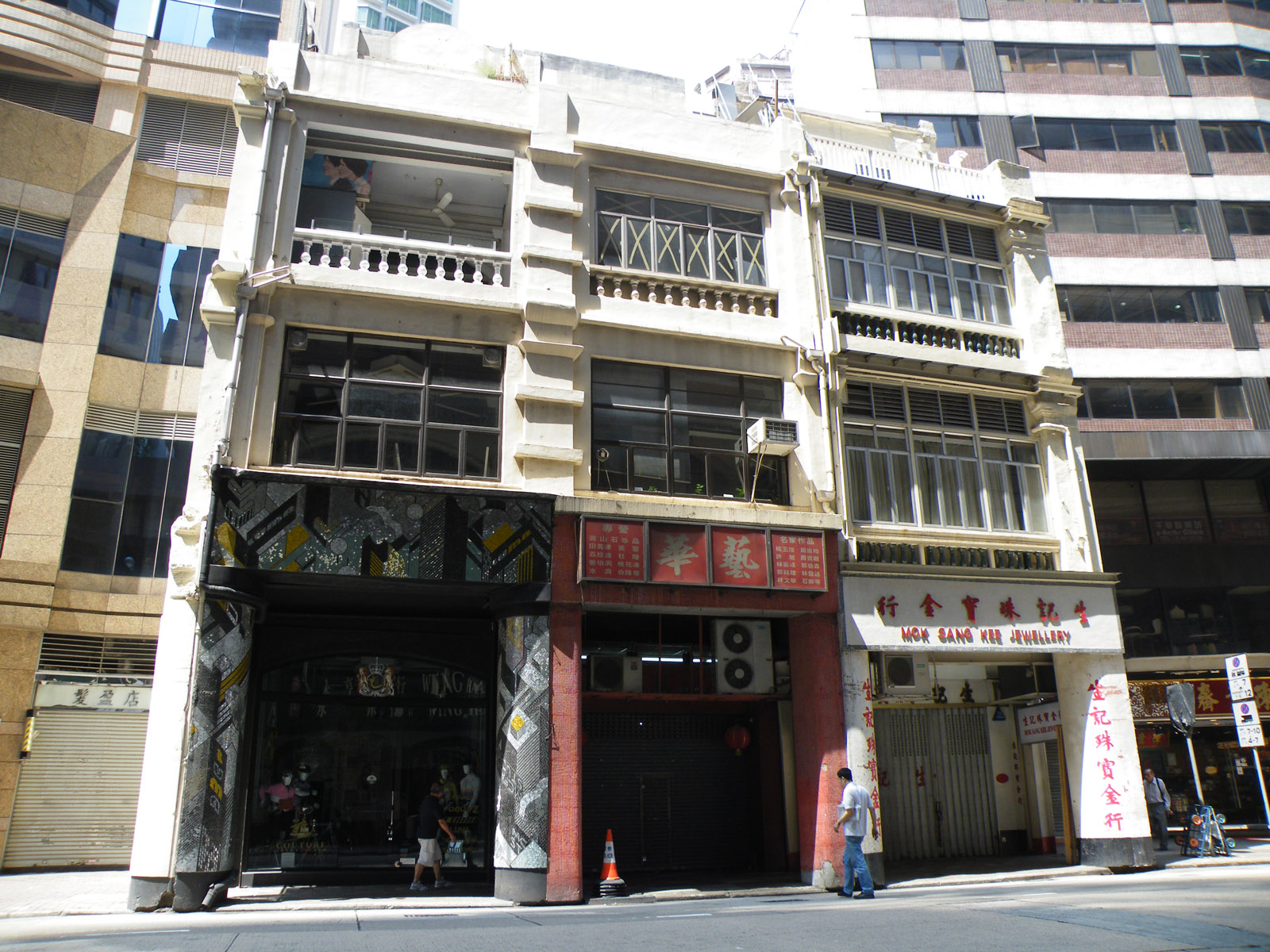
相連騎樓的獨立廊柱
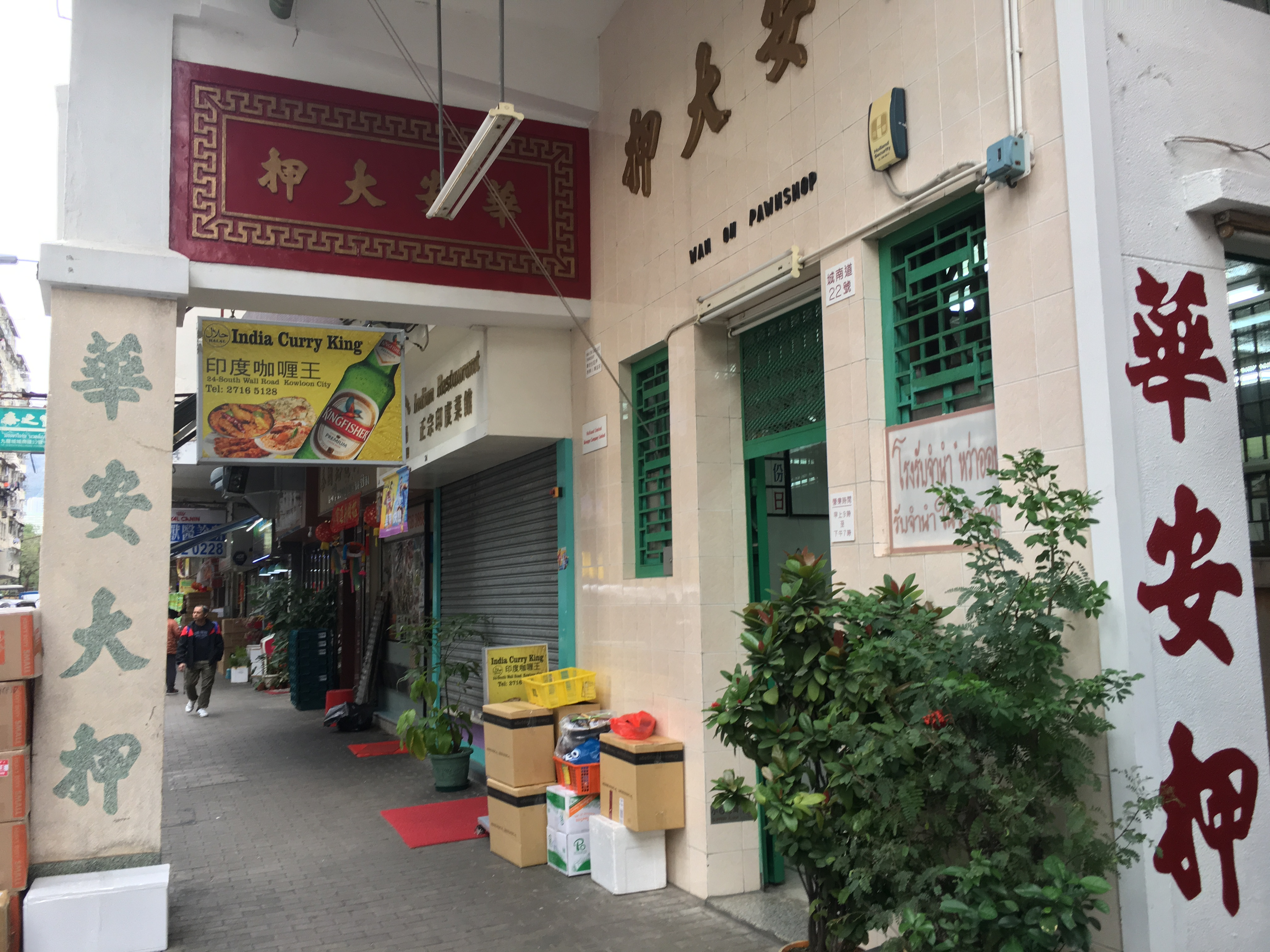
單腳騎樓的「孤兒腳」

#### 騎樓或露臺

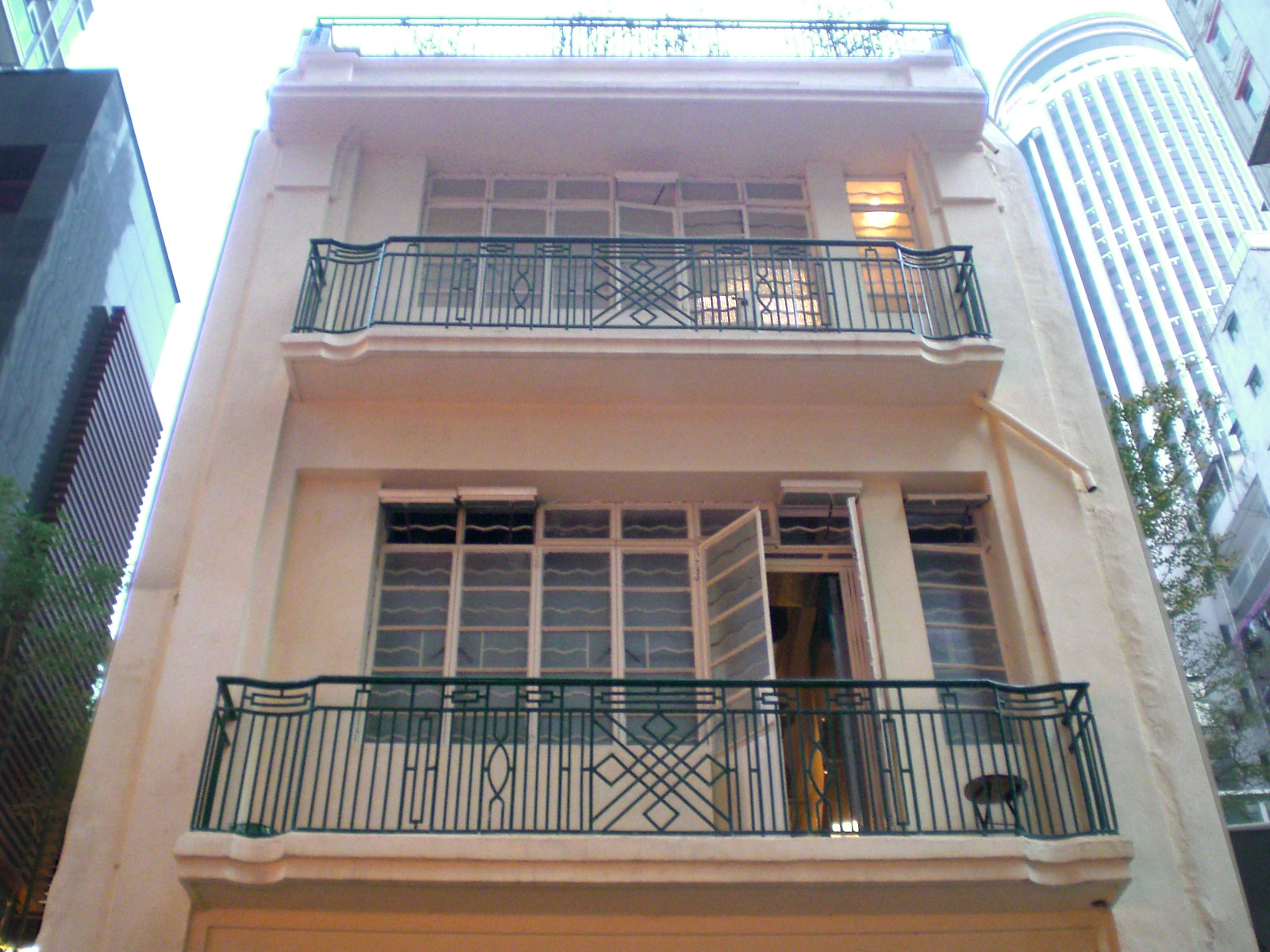
戰前唐樓灣仔船街18號的露臺欄杆裝飾

- 香港唐樓延伸出行人路的結構通常被籠統稱為「騎樓」，但兩者分別在於其有否立柱支撐：有立柱為「騎樓」，沒有則為「露臺」[11]

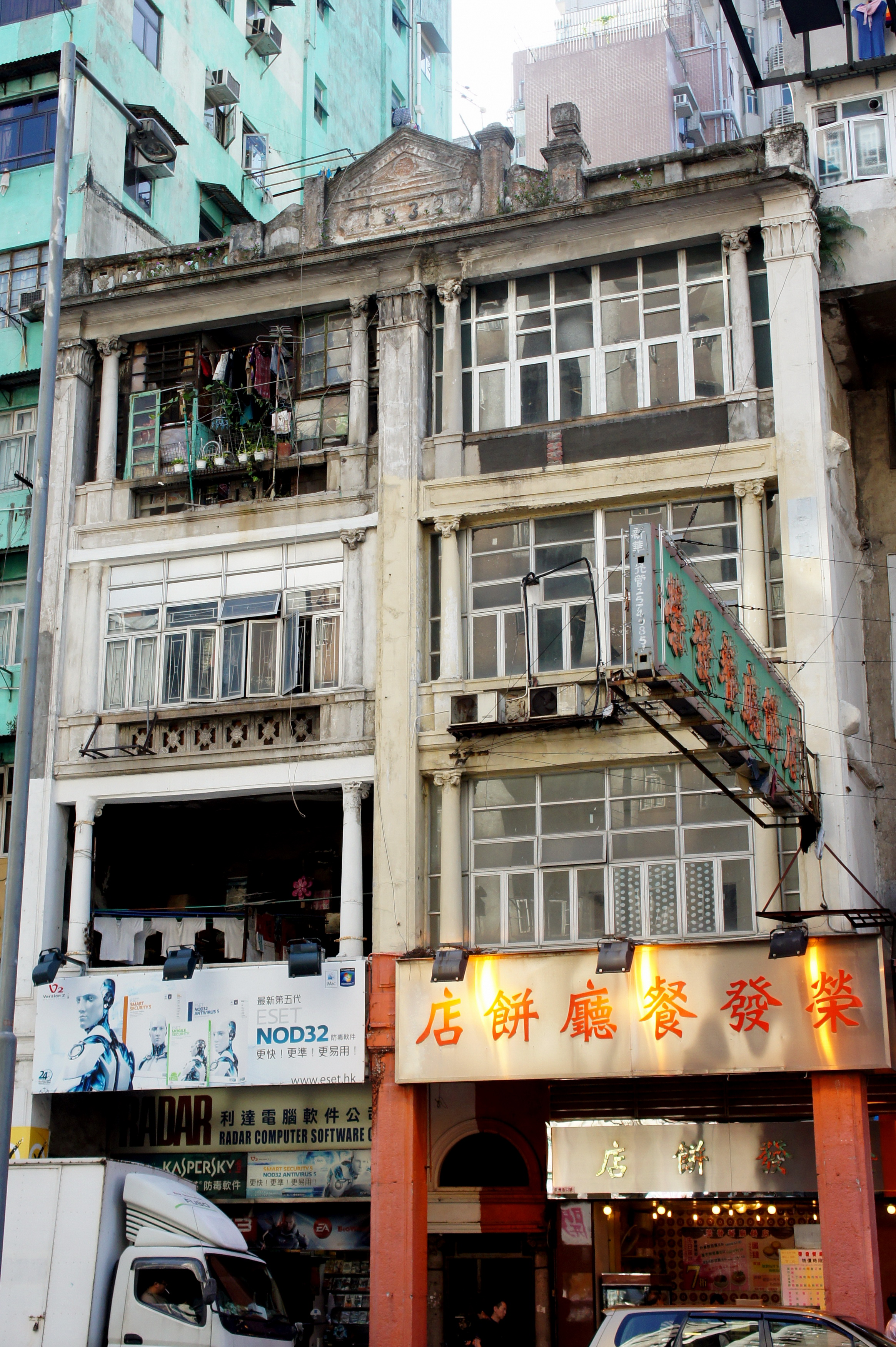
圍封騎樓和開通騎樓
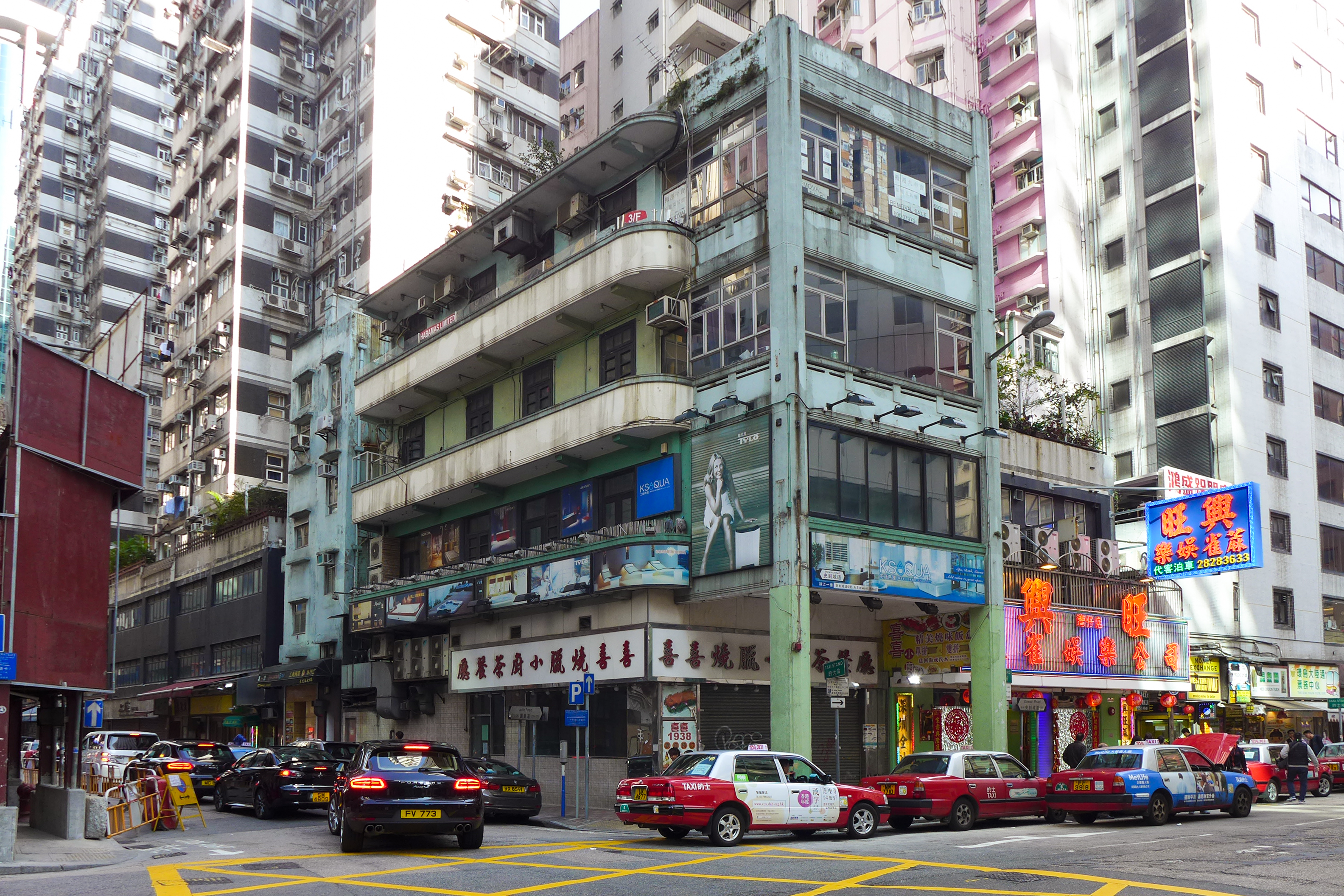
西式的長廊露臺
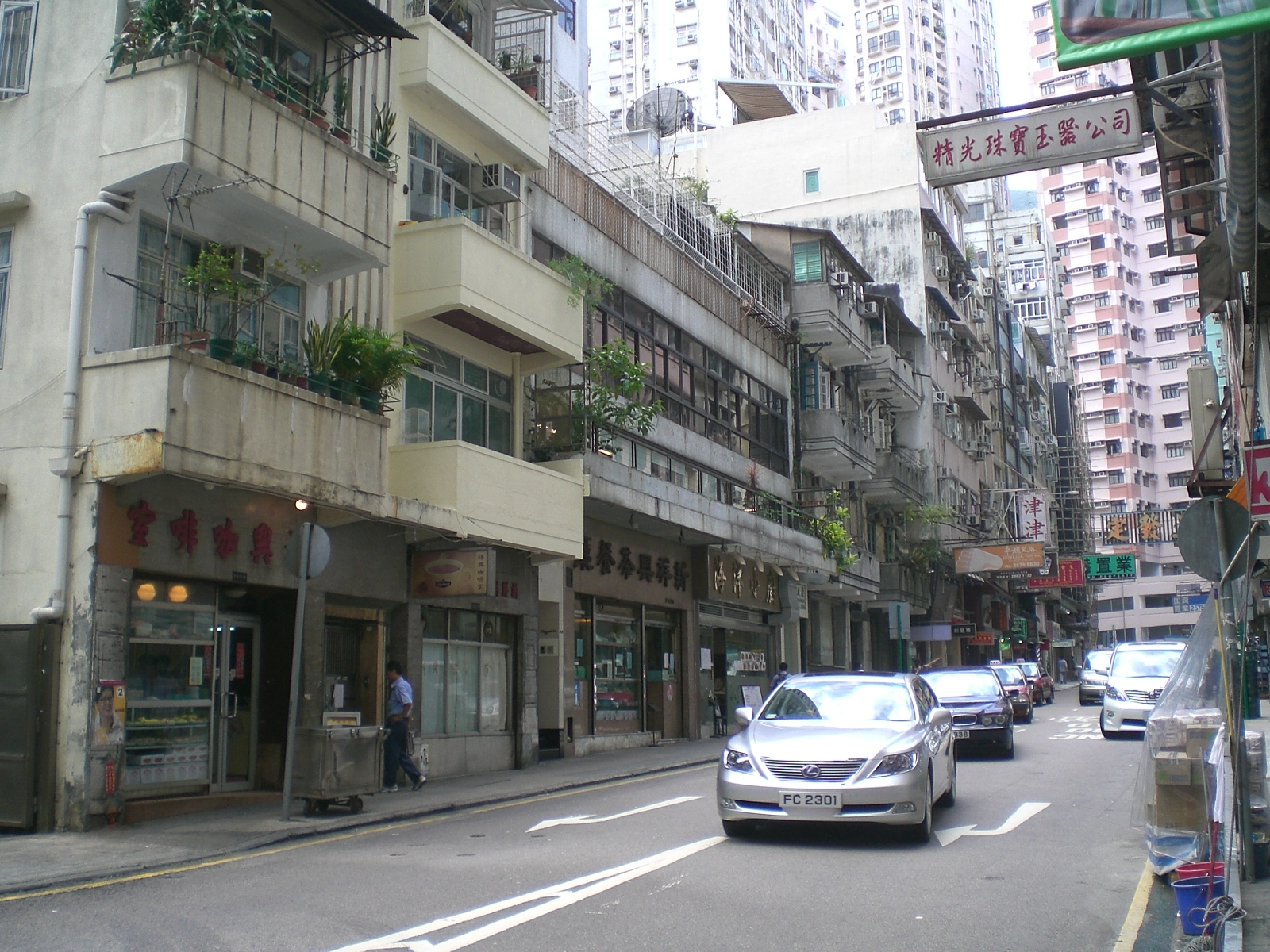
戰後唐樓的混凝土露臺

#### 唐樓群

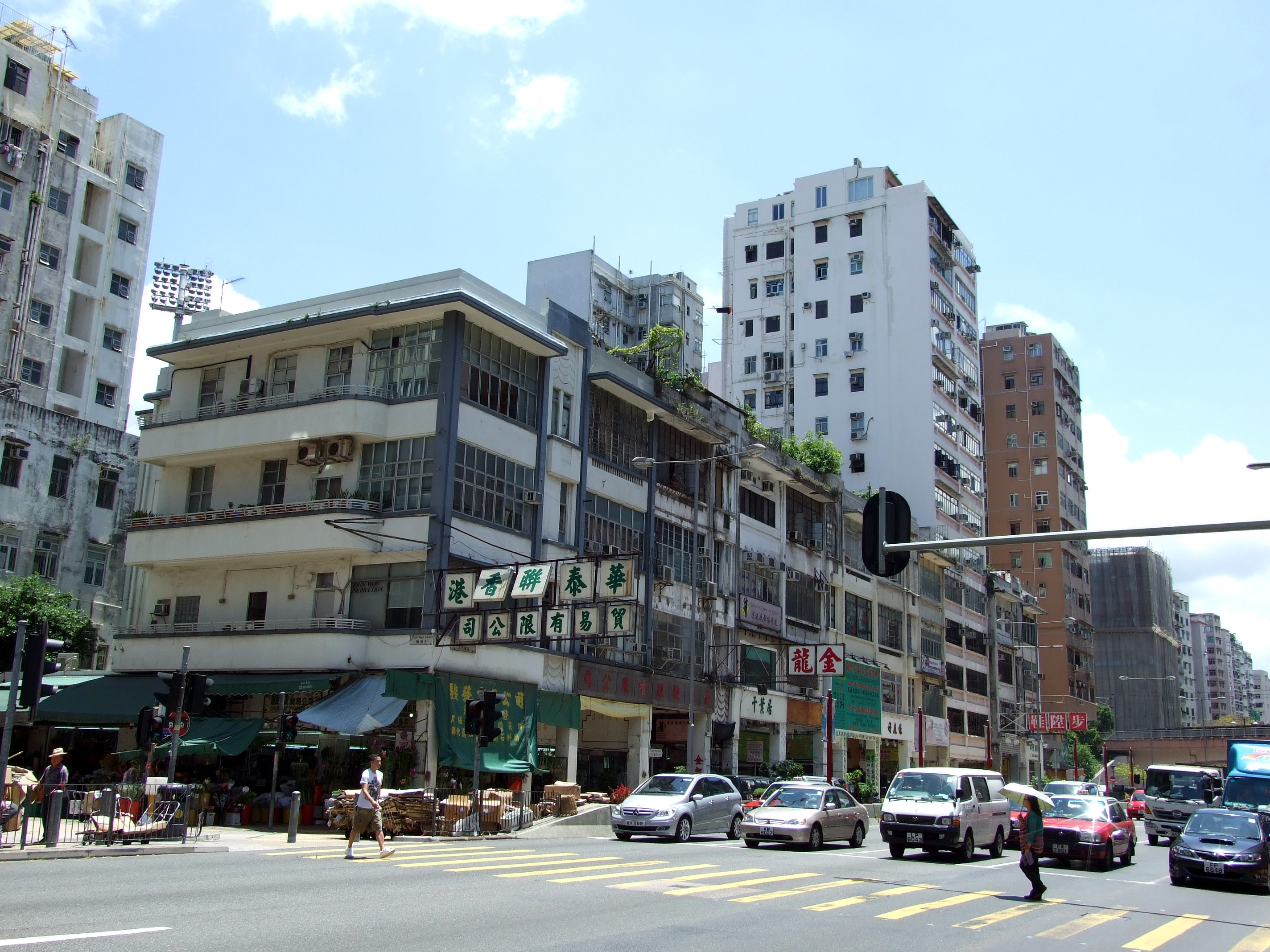
太子道西190-204及210-212號
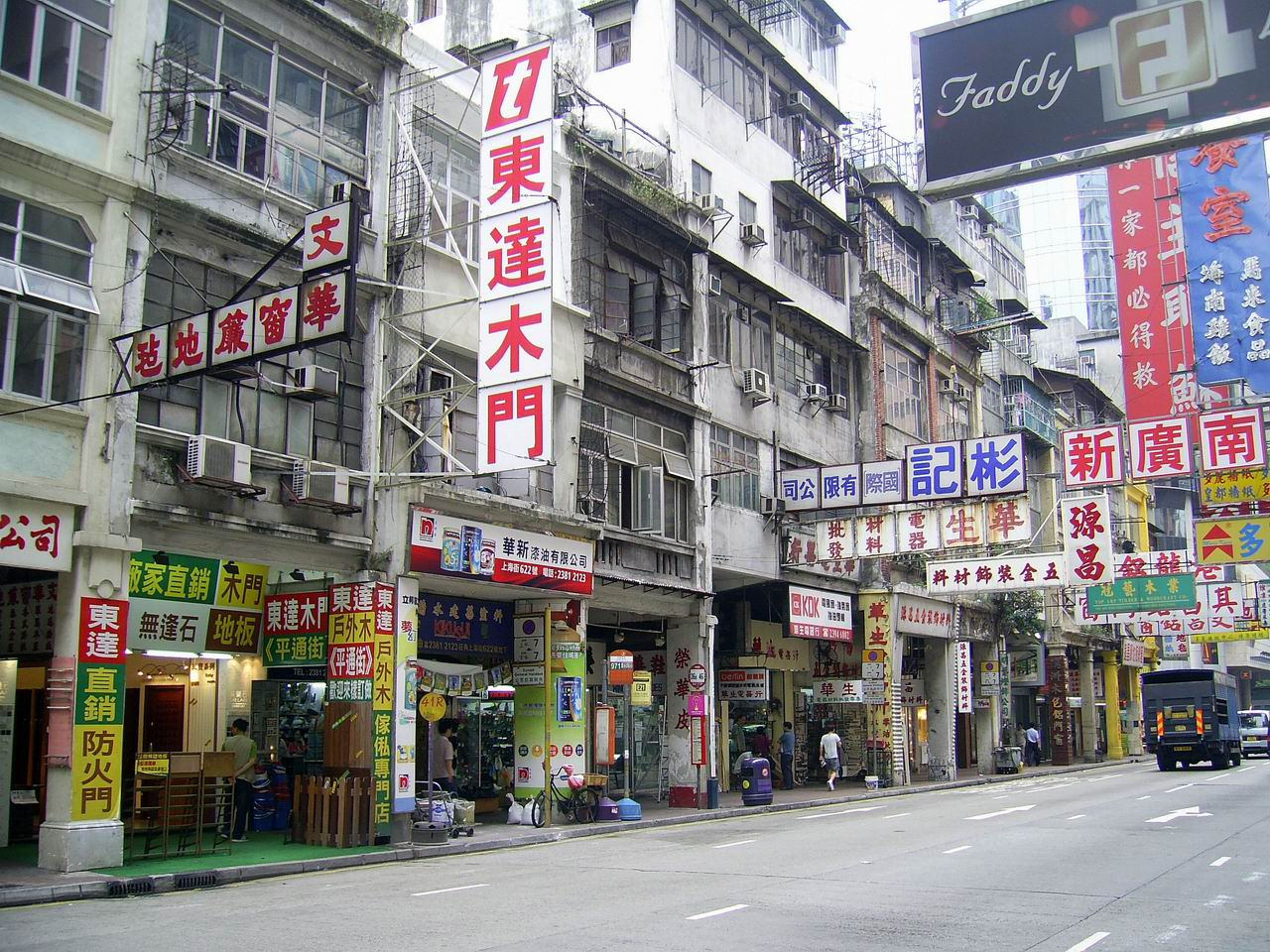
上海街600至626號（英语：Nos. 600–626 Shanghai Street）（618上海街）
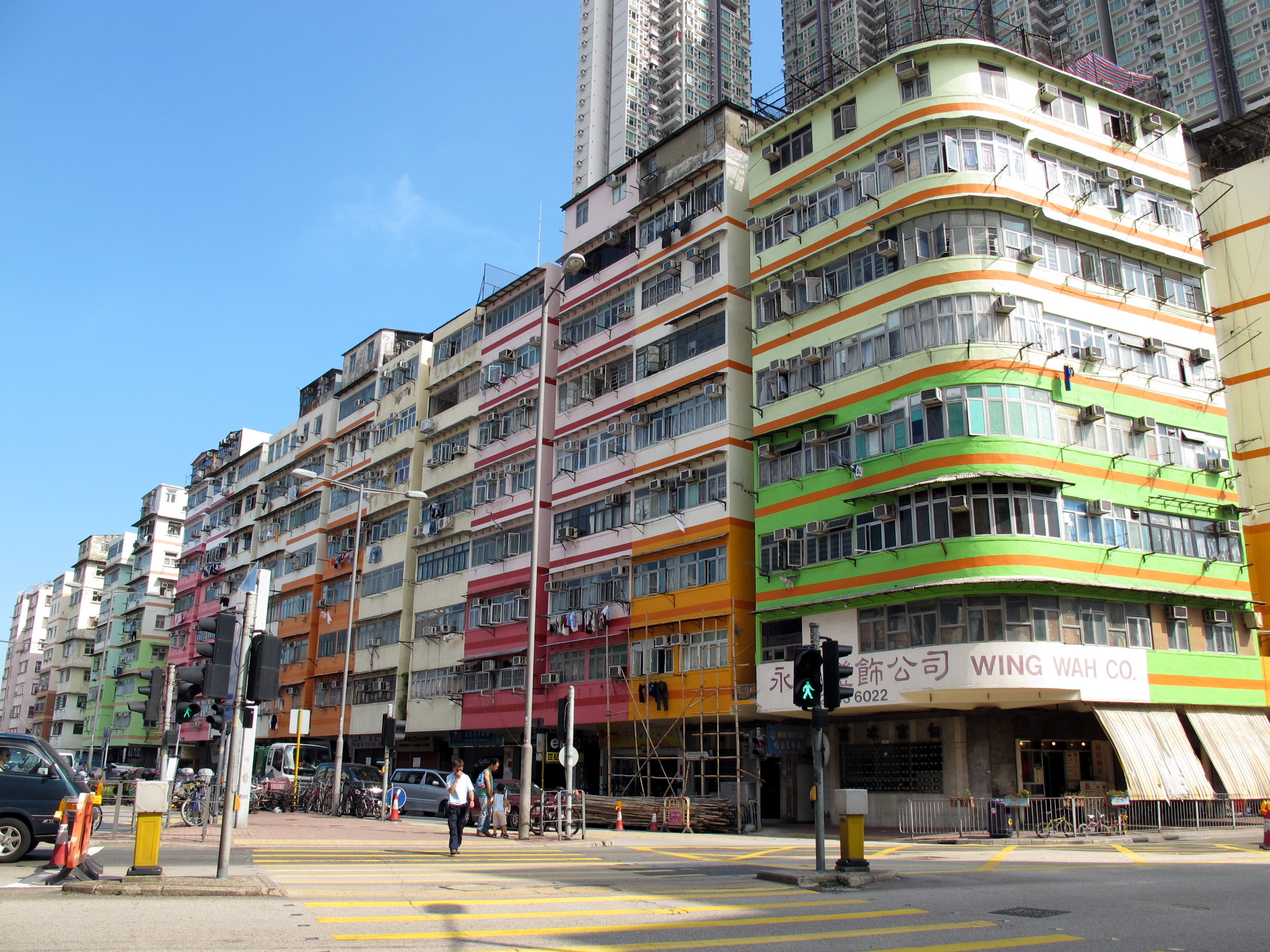
馬頭角十三街

#### 其他特殊設計

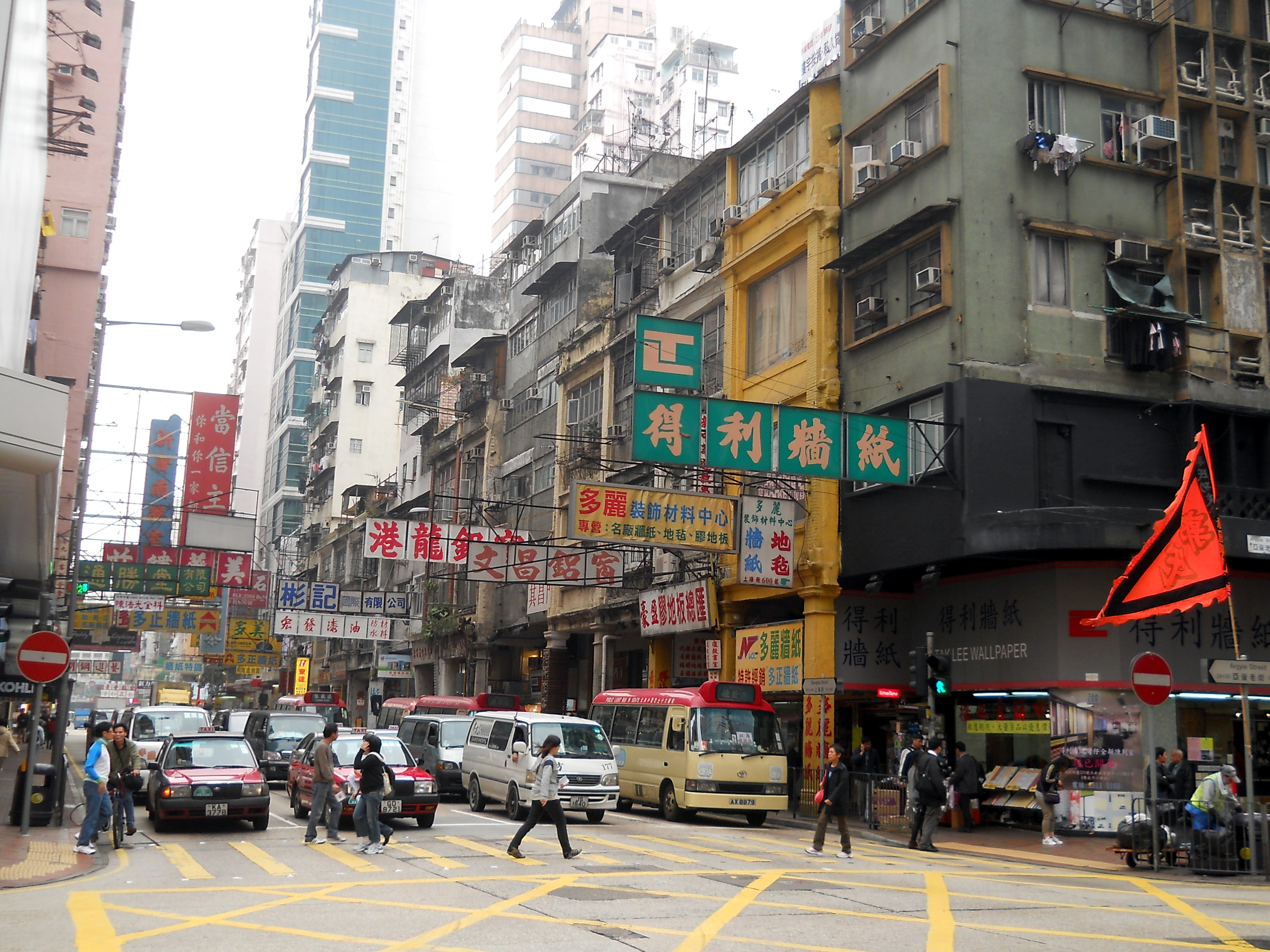
外牆掛滿招牌的上海街唐樓
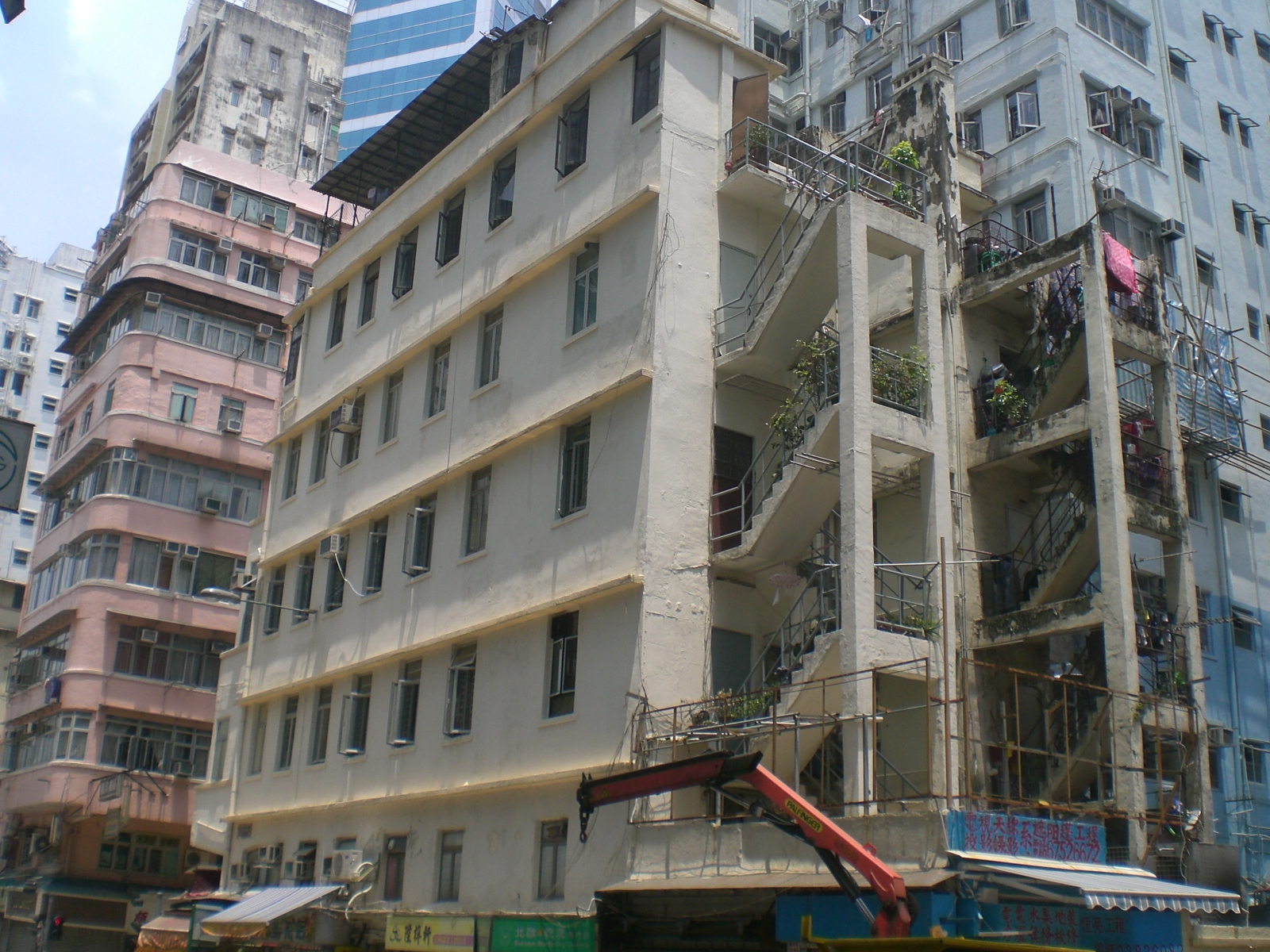
樓梯外露的天后榮華大廈

### 分佈

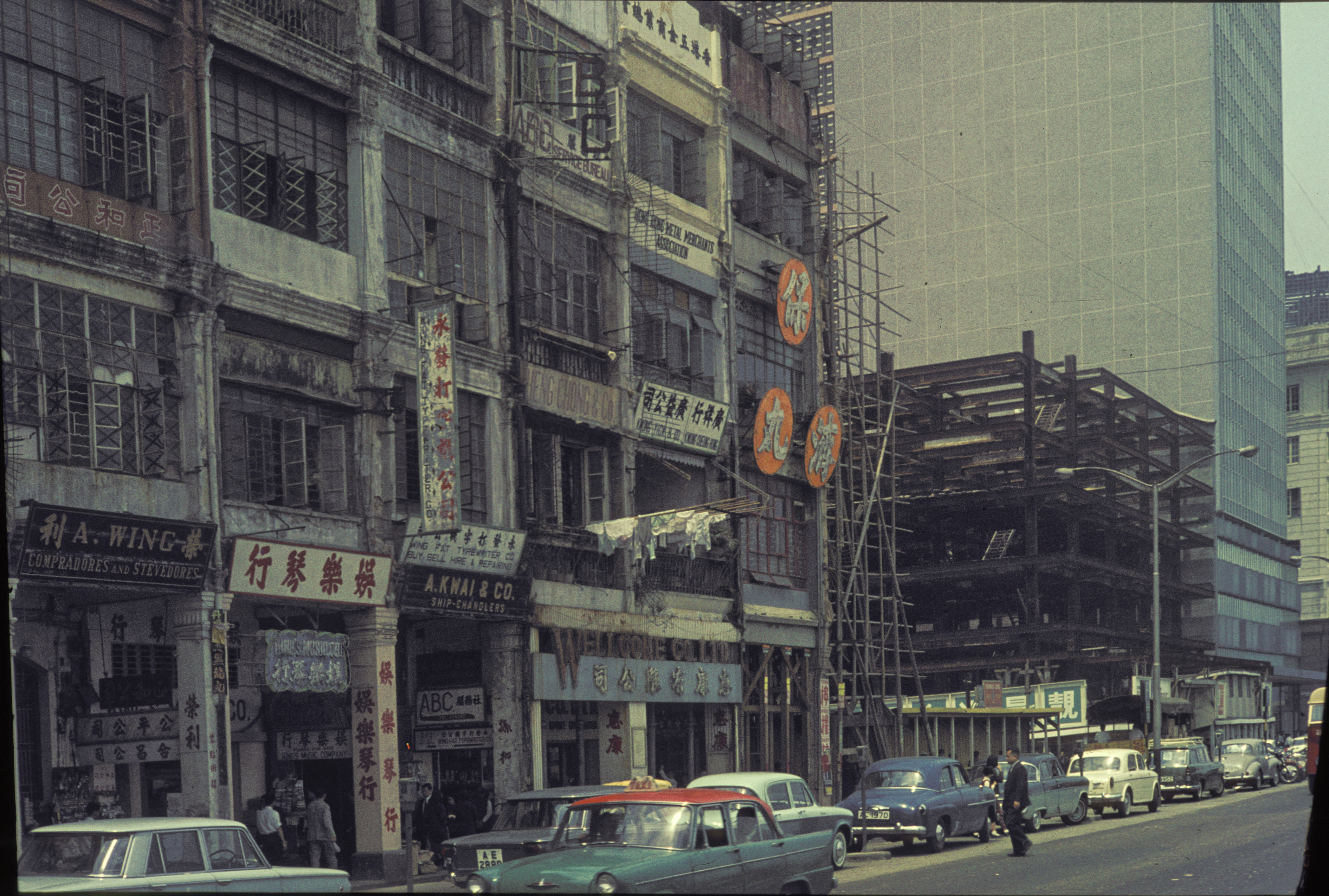
1965年的舊式唐樓群，今已難復見

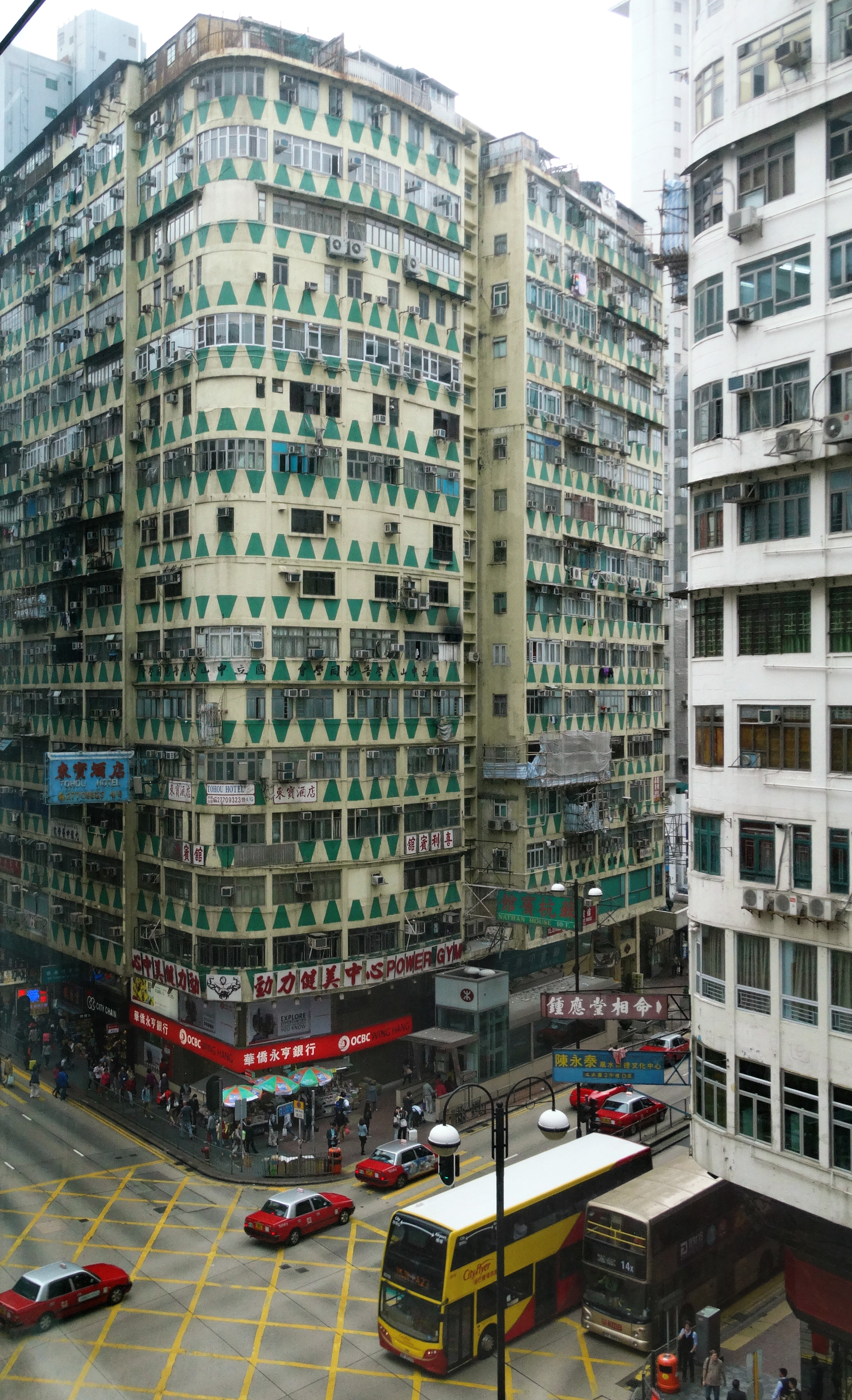
較普遍的綜合用途建築物都可能面臨拆卸

隨著市區的急速發展，香港部分唐樓經已被拆卸重建，但大部分仍分佈在以下各地，而且許多都經過翻新來延長使用期：

#### 香港島
| 中西區   | 灣仔區 | 東區   | 南區       |
| -------- | ------ | ------ | ---------- |
| 堅尼地城 | 灣仔   | 北角   | 香港仔     |
| 石塘咀   | 銅鑼灣 | 鰂魚涌 | 田灣       |
| 西營盤   | 跑馬地 | 西灣河 | 鴨脷洲大街 |
| 上環     | 大坑   | 筲箕灣 |            |
| 中環     |        |        |            |

#### 九龍
| 油尖旺區 | 深水埗區 | 九龍城區 | 黃大仙區 | 觀塘區     |
| -------- | -------- | -------- | -------- | ---------- |
| 尖沙咀   | 深水埗   | 紅磡     | 黃大仙   | 觀塘市中心 |
| 油麻地   | 長沙灣   | 土瓜灣   | 新蒲崗   | 牛頭角     |
| 旺角     | 石硤尾   | 馬頭圍   | 樂富     | 茶果嶺     |
| 大角咀   |          | 何文田   | 慈雲山   |            |
|          |          | 九龍城   | 牛池灣   |            |

#### 新界西
| 離島區 | 葵青區 | 荃灣區     | 元朗區     | 屯門區   |
| ------ | ------ | ---------- | ---------- | -------- |
| 大澳   | 上葵涌 | 荃灣市中心 | 元朗市中心 | 屯門新墟 |
| 長洲   | 中葵涌 |            | 洪水橋     |          |
| 梅窩   | 葵芳   |            |            |          |

#### 新界東
| 北區   | 大埔區 | 沙田區 | 西貢區 |
| ------ | ------ | ------ | ------ |
| 聯和墟 | 大埔墟 | 大圍   | 西貢市 |
| 石湖墟 |        |        |        |
| 沙頭角 |        |        |        |

### 清拆爭議
香港發展需求高，市區的土地難能可貴，而香港唐樓大部份建於19世紀至20世紀華人聚居的港島和九龍地區。因此，地產商會以只有三、四層的唐樓為目標，希望可收地以重建更高層的住宅和商業大廈。
2015年，位於灣仔軒尼詩道的同德押被清拆，令全港只剩11幢轉角唐樓。同德大押落成逾80年、在現址經營逾60年，屬三級歷史建築。因為只有法定古蹟被法例保護，其他的歷史評級只具參考價值，2013年同德押已獲屋宇署批准改建為23層高商廈。是次事件引起大家對歷史文物評級的準確性，以及如何在保育和發展之間取得平衡。

### 保育、活化及維修
市區重建局近年保留了灣仔莊士敦道、茂蘿街及巴路士街多幢唐樓，並計劃在修葺後作為文化用途。位於灣仔石水渠街72至74號，建於1922年的幾幢唐樓，因被塗上藍色而有藍屋之稱，亦被政府列為歷史建築。位於旺角荔枝角道，由九巴創辦人之一雷亮於1931年所建的唐樓雷生春，則在2003年10月7日由九巴家族後人捐贈予香港政府，其後經《活化歷史建築伙伴計劃》改建為中醫藥學院，更於2022年3月被升格為法定古蹟，是香港首幢獲此歷史評級的唐樓建築。
於2010年1月29日下午1時43分左右，發生馬頭圍道唐樓倒塌事故，在馬頭圍道45號J一座5層唐樓全座塌下，造成4人死亡。這是香港第二次世界大戰後的少有的同類事件，使政府及社會都關注全港同類約50年樓齡的唐樓的安全問題。

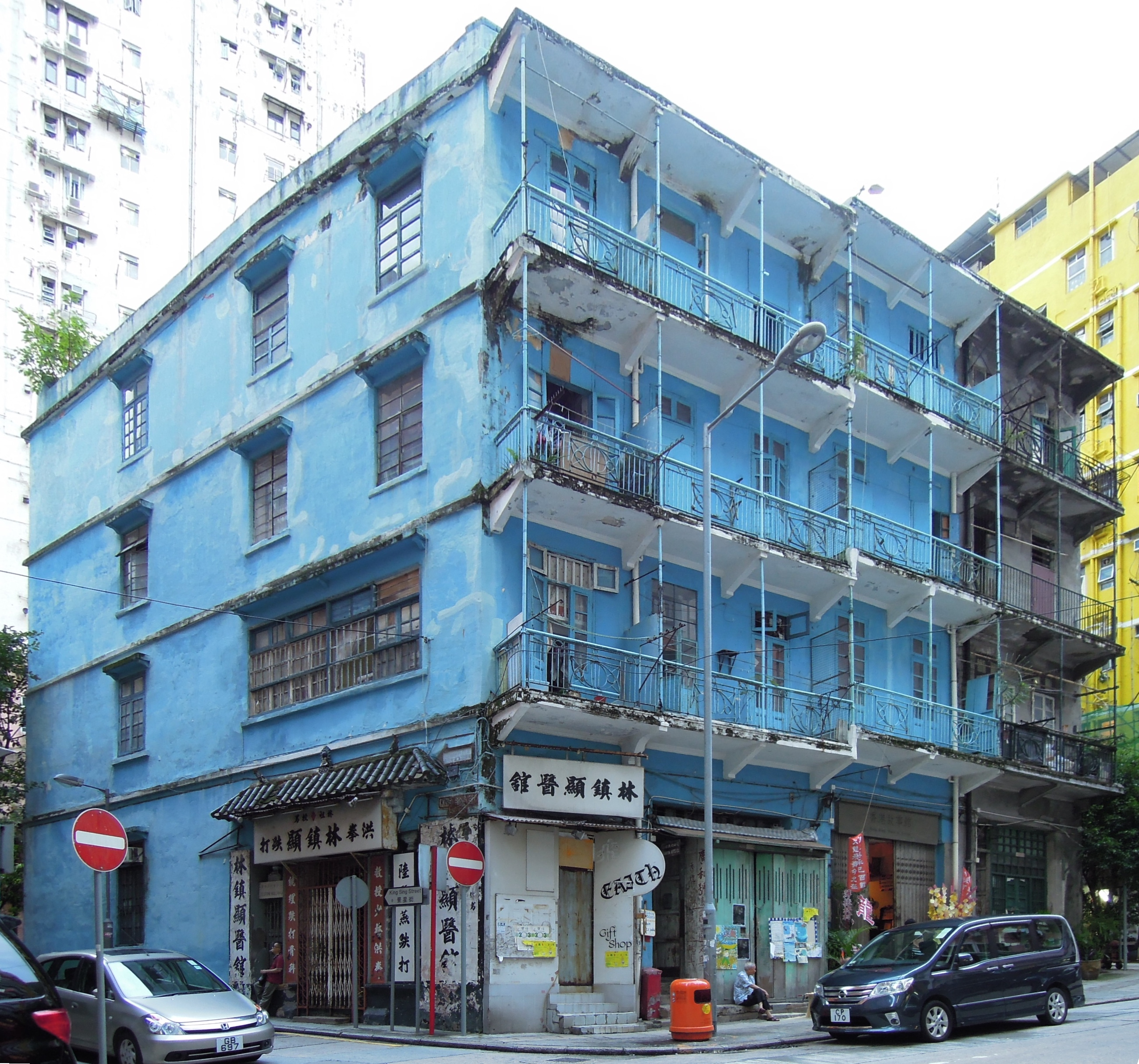
香港灣仔藍屋
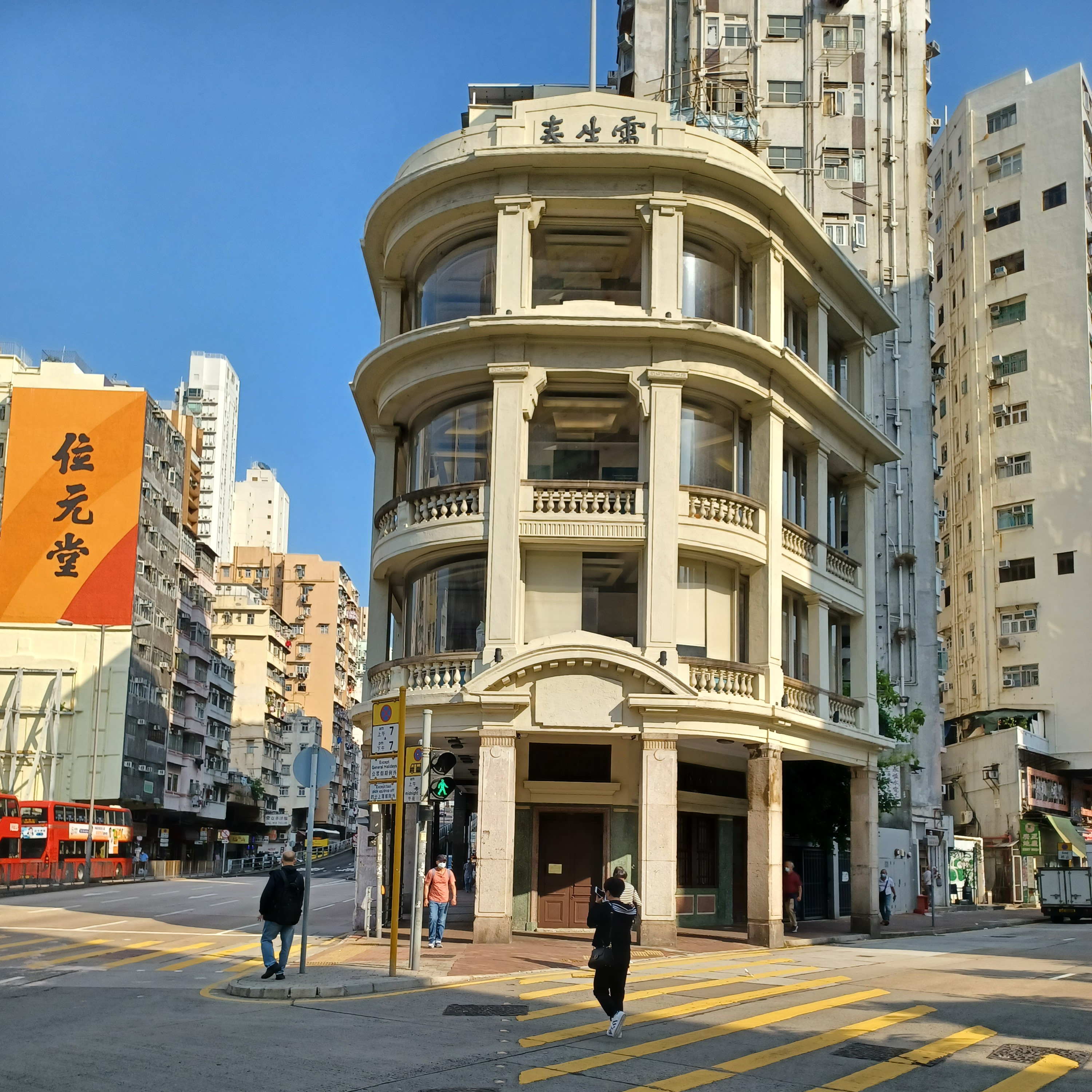
2012年活化後的雷生春
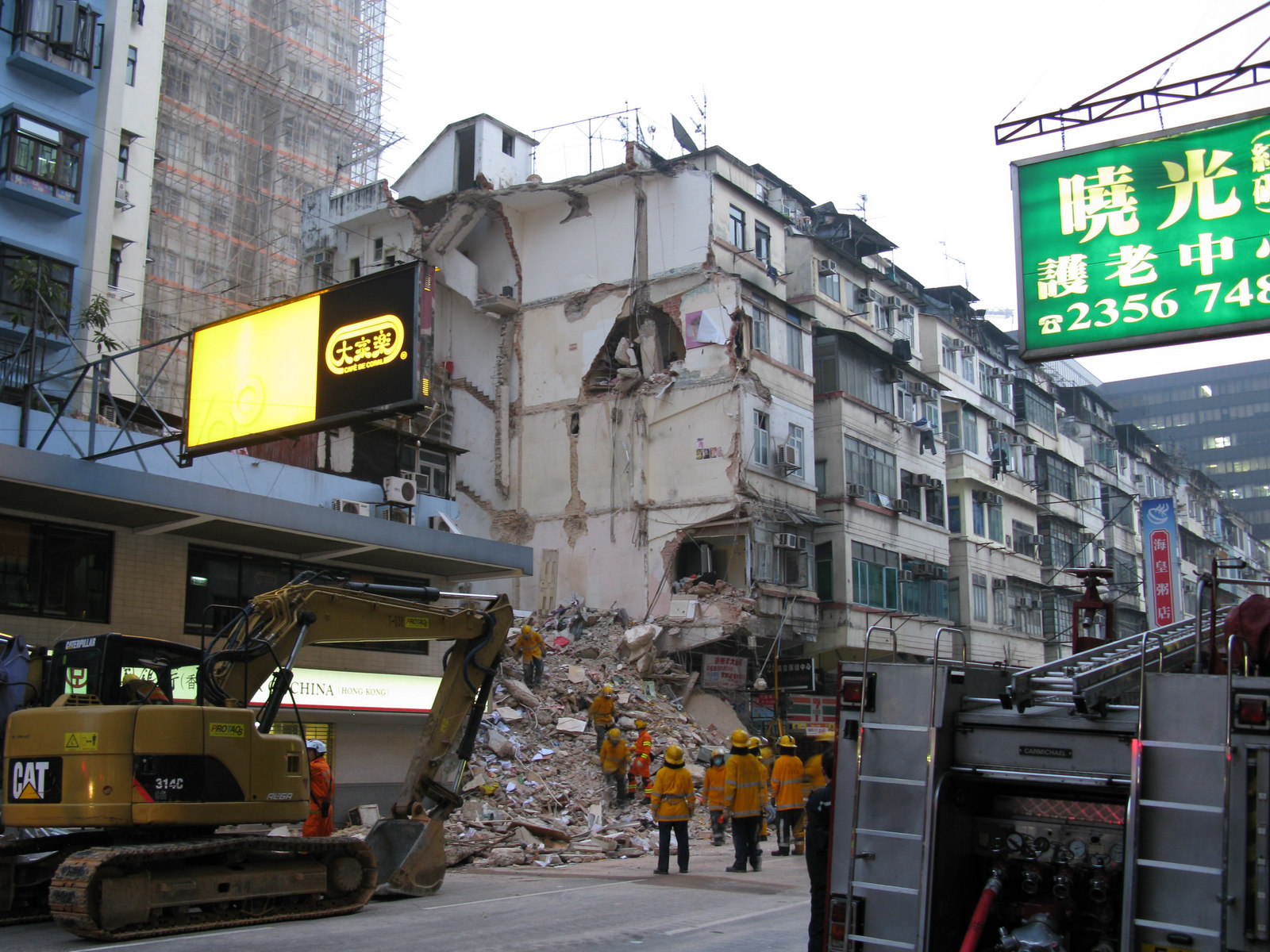
倒塌的馬頭圍道45J號唐樓

## 澳門
澳門市區內仍然保存有不少唐樓，在議事亭前地及新馬路一帶的唐樓，仍然保留了20世紀初期的風格，部份唐樓的上層則經改裝後作為商業用途。

## 外部連結
- 香港地方：唐樓特色及地址列表（九龍區）（页面存档备份，存于）
- 香港地方：唐樓特色及地址列表（香港島）